# Unidad de disco duro

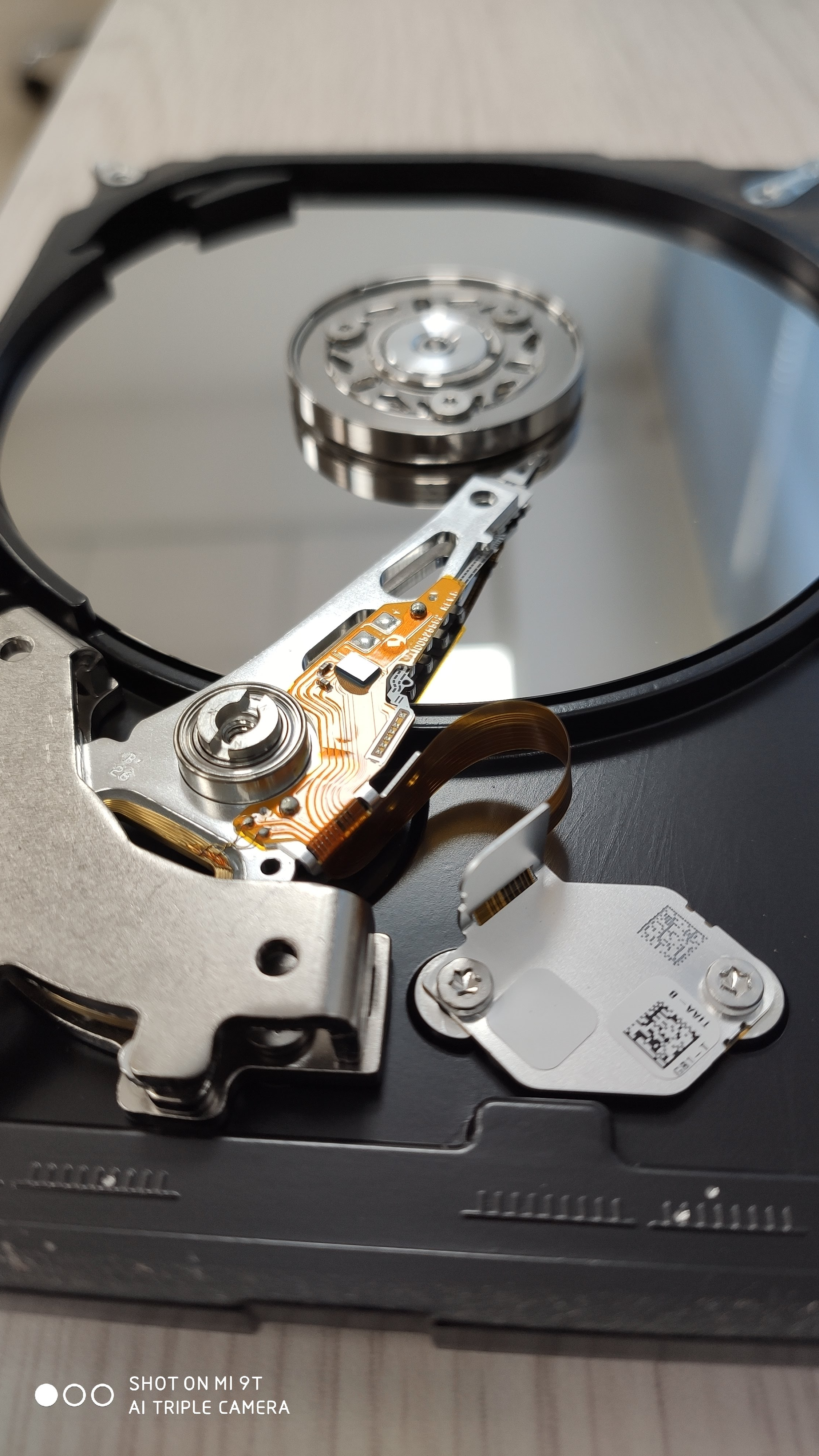
Disco duro mecánico

En informática, unidad de disco duro o unidad de disco rígido (en inglés: hard disk drive, HDD) es un dispositivo de almacenamiento de datos que emplea un sistema de grabación magnética para almacenar y recuperar archivos digitales. Se compone de uno o más platos o discos rígidos, recubiertos con material magnético y unidos por un mismo eje que gira a gran velocidad dentro de una caja metálica sellada. Sobre cada plato, y en cada una de sus caras, se sitúa un cabezal de lectura/escritura que flota sobre una delgada lámina de aire generada por la rotación de los discos. Permite el acceso aleatorio a los datos, lo que significa que los bloques de datos se pueden almacenar o recuperar en cualquier orden y no solo de forma secuencial. Las unidades de disco duro son un tipo de memoria no volátil, que retienen los datos almacenados incluso cuando están apagados.
El primer disco duro fue inventado por IBM, en 1956. A lo largo de los años, han disminuido los precios de los discos duros, al mismo tiempo que han multiplicado su capacidad, siendo la principal opción de almacenamiento secundario para computadoras personales, desde su aparición en los años 1960. Los discos duros han mantenido su posición dominante gracias a los constantes incrementos en la densidad de grabación, que se ha mantenido a la par de las necesidades de almacenamiento secundario.
Mejorados continuamente, los discos rígidos han mantenido esta posición en la era moderna de los servidores y las computadoras personales. Más de 224 compañías han fabricado unidades de disco duro históricamente, aunque después de una extensa consolidación de la industria, la mayoría de las unidades son fabricadas por Seagate, Toshiba y Western Digital. Los discos duros dominan el volumen de almacenamiento producido (exabytes por año) para servidores. Aunque la producción está creciendo lentamente, los ingresos por ventas y los envíos de unidades están disminuyendo debido a que las unidades de estado sólido (SSD) tienen mayores tasas de transferencia de datos, mayor densidad de almacenamiento de área, mejor confiabilidad, y tiempos de acceso y latencia mucho más bajos.
Los ingresos por discos duros SSD, la mayoría de los cuales utilizan tecnología flash NAND, exceden ligeramente los de los discos duros HDD. Aunque los SSD tienen un costo por bit casi 10 veces mayor, están reemplazando a los discos duros HDD en aplicaciones donde la velocidad, el consumo de energía, el tamaño pequeño y la durabilidad son importantes.
Los tamaños también han variado mucho, desde los primeros discos IBM hasta los formatos estandarizados actualmente: 3,5 pulgadas para PC y servidores, y 2,5 pulgadas para dispositivos portátiles(LAPTOPS, NOTEBOOK). Todos se comunican con la computadora a través del controlador de disco, empleando una interfaz estandarizada. Los más comunes hasta los años 2000 han sido IDE (también llamado ATA o PATA), SCSI/SAS (generalmente usado en servidores y estaciones de trabajo). Desde el 2000 en adelante ha ido masificándose el uso de los SATA. Existe además los discos de canal de fibra (FC), empleados exclusivamente en servidores. Las unidades externas se conectan principalmente por USB.
Para poder utilizar un disco duro, un sistema operativo debe aplicar un formato de bajo nivel que defina una o más particiones. La operación de formateo requiere el uso de una fracción del espacio disponible en el disco, que dependerá del sistema de archivos o formato empleado. Además, los fabricantes de discos duros, unidades de estado sólido y tarjetas flash miden la capacidad de los mismos usando prefijos del Sistema Internacional, que emplean múltiplos de potencias de 1000 según la normativa IEC e IEEE, en lugar de los prefijos binarios, que emplean múltiplos de potencias de 1024, y son los usados por sistemas operativos de Microsoft. Esto provoca que en algunos sistemas operativos sea representado como múltiplos 1024 o como 1000, y por tanto existan confusiones, por ejemplo, un disco duro de 500 GB, en algunos sistemas operativos será representado como 465 GiB (es decir gibibytes; 1 GiB = 1024 MiB) y en otros como 500 GB.
El rendimiento de un disco duro se especifica por el tiempo requerido para mover las cabezas a una pista o cilindro (tiempo de acceso promedio) agregando el tiempo que toma para que el sector deseado se mueva debajo de la cabeza (latencia media, que es una función de la velocidad de rotación física en las revoluciones por minuto) y, finalmente, la velocidad a la que se transmiten los datos (velocidad de datos).
Existen diferentes tipos de discos duros, como los discos duros internos y los discos duros externos. Los discos duros internos son aquellos que se instalan dentro de la computadora y son utilizados para almacenar el sistema operativo, archivos y programas. Por otro lado, los discos duros externos son dispositivos portátiles que se conectan a la computadora a través de un cable y se utilizan para almacenar y transferir datos de manera externa.
Además, es importante mencionar que existen diferencias entre los discos duros HDD (Hard Disk Drive) y los discos duros SSD (Solid State Drive). Los discos duros HDD utilizan piezas mecánicas y el magnetismo para grabar y leer datos, mientras que los discos duros SSD utilizan memoria flash para almacenar datos de forma electrónica. Los discos duros SSD suelen ser más rápidos y duraderos que los discos duros HDD, pero también suelen ser más costosos.

## Historia

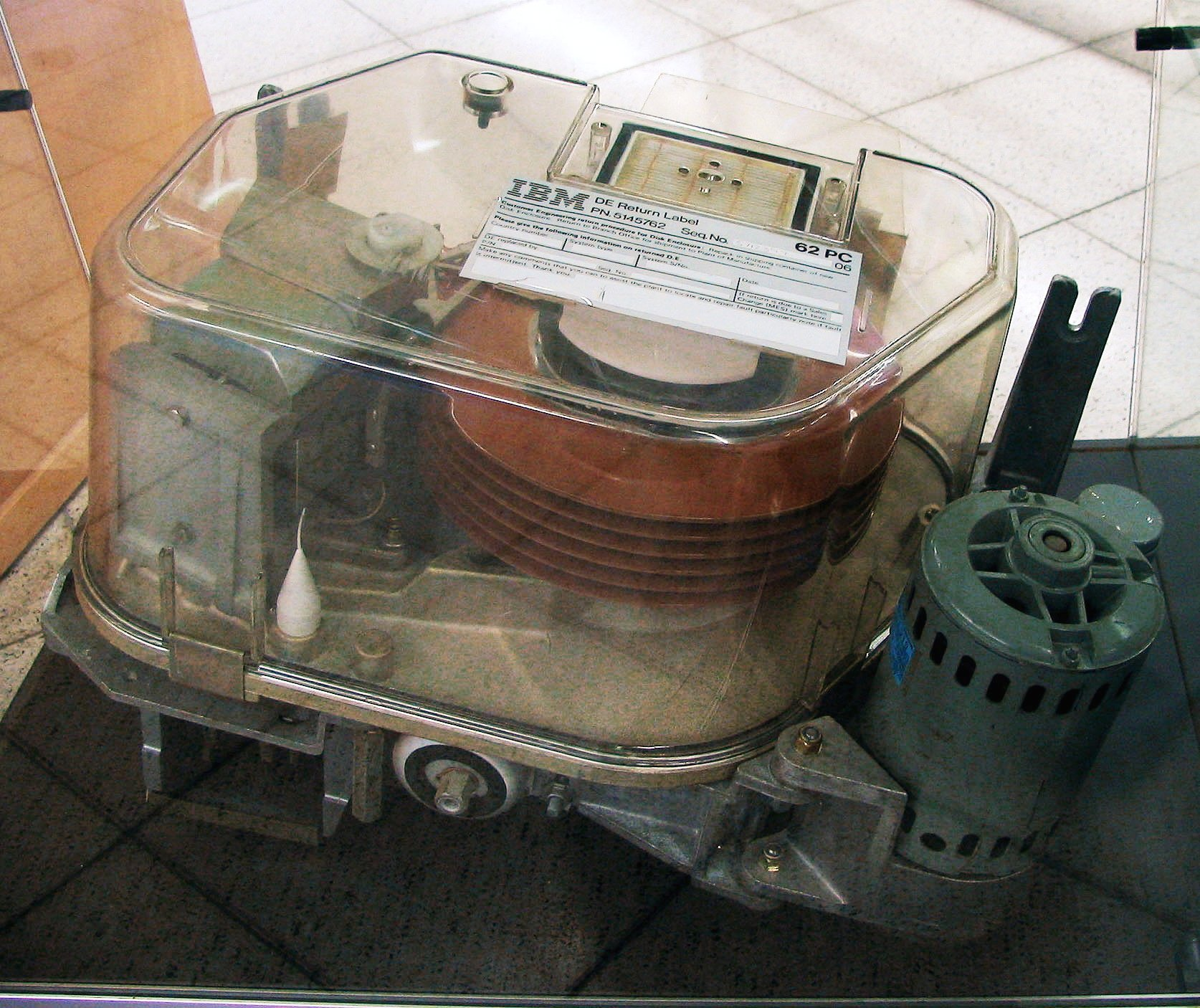
Antiguo disco duro de IBM (modelo 62PC, «Piccolo»), de 64,5 MB, fabricado en 1979.

Al principio los discos duros eran extraíbles negros; sin embargo, hoy en día típicamente vienen sellados (a excepción de un hueco de ventilación para filtrar e igualar la presión del aire).
El primer disco duro, aparecido en 1956, fue el Ramac I, presentado con la computadora IBM 350: pesaba una tonelada y su  capacidad era de 5 MB. Más grande que un frigorífico actual, este disco duro trabajaba todavía con válvulas de vacío y requería una consola separada para su manejo.
Su gran mérito consistía en que el tiempo requerido para el acceso era relativamente constante entre algunas posiciones de memoria. Este tipo de acceso se conoce como acceso aleatorio. En cambio, en las cintas magnéticas era necesario enrollar y desenrollar los carretes hasta encontrar el dato buscado, teniendo tiempos de acceso muy dispares para cada posición. Este tipo de acceso se conoce como acceso secuencial.
La tecnología inicial aplicada a los discos duros era relativamente simple. Consistía en recubrir con material magnético un disco de metal que era formateado en pistas concéntricas, que luego eran divididas en sectores. El cabezal magnético codificaba información al magnetizar diminutas secciones del disco duro, empleando un código binario de «ceros» y «unos». Los bits o dígitos binarios así grabados pueden permanecer intactos durante años. Originalmente, cada bit tenía una disposición horizontal en la superficie magnética del disco, pero luego se descubrió cómo registrar la información de una manera más compacta.
El mérito del francés Albert Fert y al alemán Peter Grünberg (ambos premio Nobel de Física por sus contribuciones en el campo del almacenamiento magnético) fue el descubrimiento del fenómeno conocido como magnetorresistencia gigante, que permitió construir cabezales de lectura y grabación más sensibles, y compactar más los bits en la superficie del disco duro. De estos descubrimientos, realizados en forma independiente por estos investigadores, se desprendió un crecimiento espectacular en la capacidad de almacenamiento en los discos duros, que se elevó un 60 % anual en la década de 1990.
En 1992 los discos duros de 3,5 pulgadas alojaban 250 MB, mientras que 10 años después habían superado 40 GB (40 960 MB). A la fecha (2024), ya se dispone de en el uso cotidiano con discos rígidos de más de 50 TB, esto es, 51200 GB (52 428 800MB).
En 2005 los primeros teléfonos móviles que incluían discos duros fueron presentados por Samsung y Nokia, aunque no tuvieron mucho éxito ya que las memorias flash los acabaron desplazando, debido al aumento de capacidad, mayor resistencia y menor consumo de energía.

## Estructura lógica
Dentro del disco se encuentran:
- El registro de arranque principal (Master Boot Record, MBR), en el bloque o sector de arranque, que contiene la tabla de particiones.
- Las particiones de disco, necesarias para poder colocar los sistemas de archivos.

## Estructura física

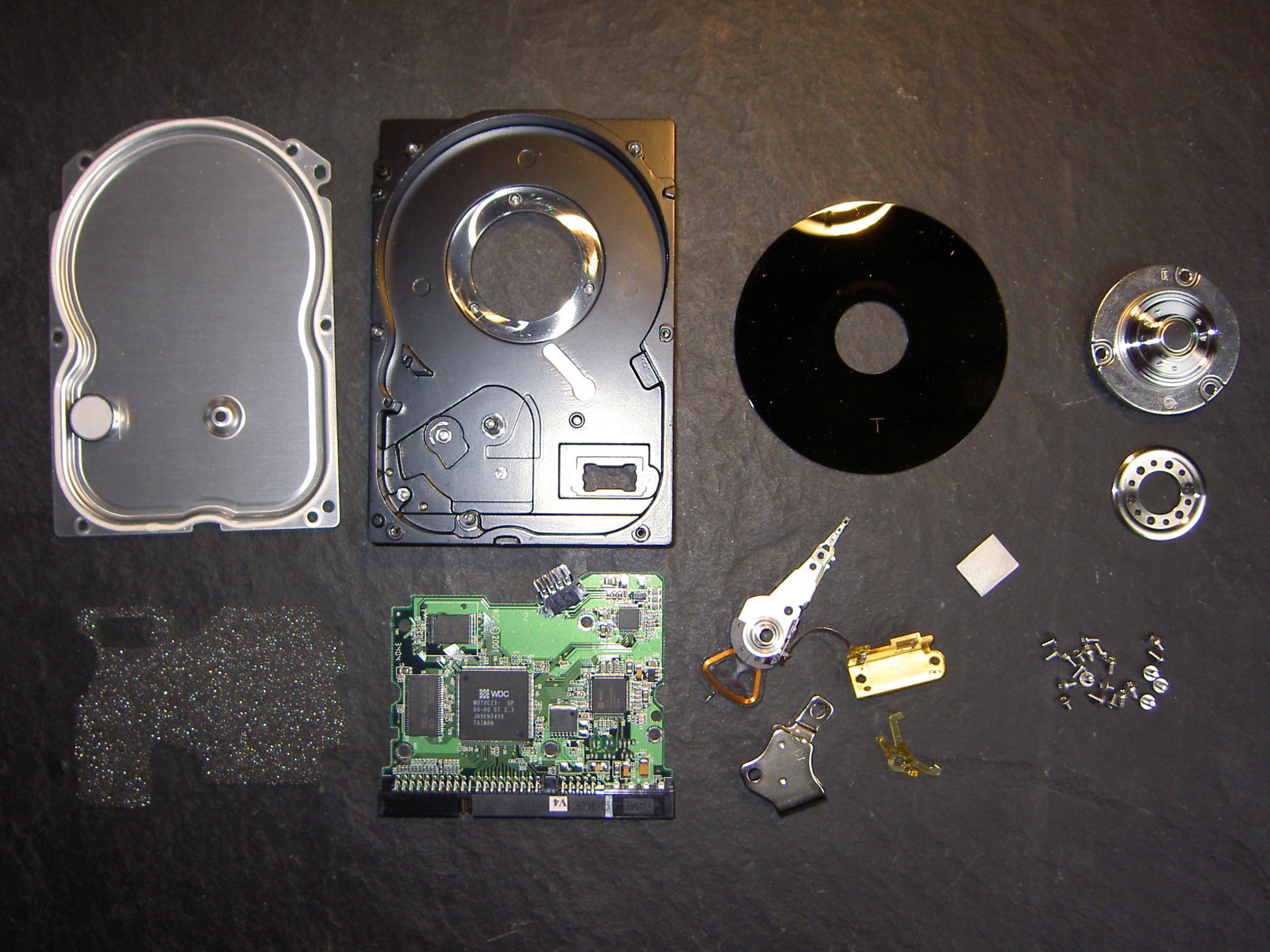
Componentes de una unidad de disco duro. De izquierda a derecha, fila superior: tapa, carcasa, plato, eje; fila inferior: espuma aislante, circuito impreso de control, cabezal de lectura/escritura, actuador e imán, tornillos.

Dentro de la unidad de disco duro hay uno o varios discos (de aluminio o cristal) concéntricos llamados platos (normalmente entre 2 y 4, aunque pueden ser hasta 6 o 7 según el modelo), y que giran todos a la vez sobre el mismo eje, al que están unidos. El cabezal (dispositivo de lectura y escritura) está formado por un conjunto de brazos paralelos a los platos, alineados verticalmente y que también se desplazan de forma simultánea, en cuya punta están las cabezas de lectura/escritura. Por norma general hay una cabeza de lectura/escritura para cada superficie de cada plato. Los cabezales pueden moverse hacia el interior o el exterior de los platos, lo cual combinado con la rotación de los mismos permite que los cabezales puedan alcanzar cualquier posición de la superficie de los platos.
Cada plato posee dos “ojos”, y es necesaria una cabeza de lectura/escritura para cada cara. Si se observa el esquema Cilindro-Cabeza-Sector, a primera vista se ven 4 brazos, uno para cada plato. En realidad, cada uno de los brazos es doble, y contiene dos cabezas: una para leer la cara superior del plato, y otra para leer la cara inferior. Por tanto, hay ocho cabezas para leer cuatro platos, aunque por cuestiones comerciales, no siempre se usan todas las caras de los discos y existen discos duros con un número impar de cabezas, o con cabezas deshabilitadas. Los cabezales de lectura/escritura no tocan el disco, sino que pasan muy cerca (hasta a 3 nanómetros), debido a una finísima película de aire que se forma entre los cabezales y los platos cuando los discos giran (algunos discos incluyen un sistema que impide que los cabezales pasen por encima de los platos hasta que alcancen una velocidad de giro que garantice la formación de esta película). Si alguna de las cabezas llega a tocar una superficie de un plato, causaría muchos daños en él, rayándolo gravemente, debido a lo rápido que giran los platos (uno de 7200 revoluciones por minuto se mueve a 129 km/h en el borde de un disco de 3,5 pulgadas).

### Direccionamiento

Cilindro, Cabezal y Sector.

Estructura de disco magnético:
A es una pista del disco (roja),
B es un sector geométrico (azul),
C es un sector de una pista (magenta),
D es un grupo de sectores o clúster (verde).

Hay varios conceptos para referirse a zonas del disco:
- Plato: cada uno de los discos que hay dentro de la unidad de disco duro.
- Cara: cada uno de los dos lados de un plato.
- Pista: una circunferencia dentro de una cara; la pista cero (0) está en el borde exterior.
- Cilindro: conjunto de varias pistas; son todas las circunferencias que están alineadas verticalmente (una de cada cara).
- Cabezal: número de cabeza o cabezal por cada cara.
- Sector : cada una de las divisiones de una pista. El tamaño del sector no es fijo, siendo el estándar actual 512 bytes, aunque la asociación IDEMA[14] ha creado un comité que impulsa llevarlo a 4 KiB. Antiguamente el número de sectores por pista era fijo, lo cual desaprovechaba el espacio significativamente, ya que en las pistas exteriores pueden almacenarse más sectores que en las interiores. Así, apareció la tecnología grabación de bits por zonas (Zone Bit Recording, ZBR) que aumenta el número de sectores en las pistas exteriores, y utiliza más eficientemente el disco duro. Así las pistas se agrupan en zonas de pistas de igual cantidad de sectores. Cuanto más lejos del centro de cada plato se encuentra una zona, esta contiene una mayor cantidad de sectores en sus pistas. Además mediante ZBR, cuando se leen sectores de cilindros más externos la tasa de transferencia de bits por segundo es mayor; por tener la misma velocidad angular que cilindros internos pero mayor cantidad de sectores.[15]
- Sector geométrico: son los sectores contiguos pero de pistas diferentes.
- Clúster: es un conjunto contiguo de sectores.

El primer sistema de direccionamiento que se usó fue el Cilindro-Cabezal-Sector (Cylinder-Head-Sector, CHS), ya que con estos tres valores se puede situar un dato cualquiera del disco. Más adelante se creó otro sistema más sencillo, que actualmente se usa: direccionamiento de bloques lógicos (Logical Block Addressing, LBA), que consiste en dividir el disco entero en sectores y asignar a cada uno un único número.

### Factor de forma

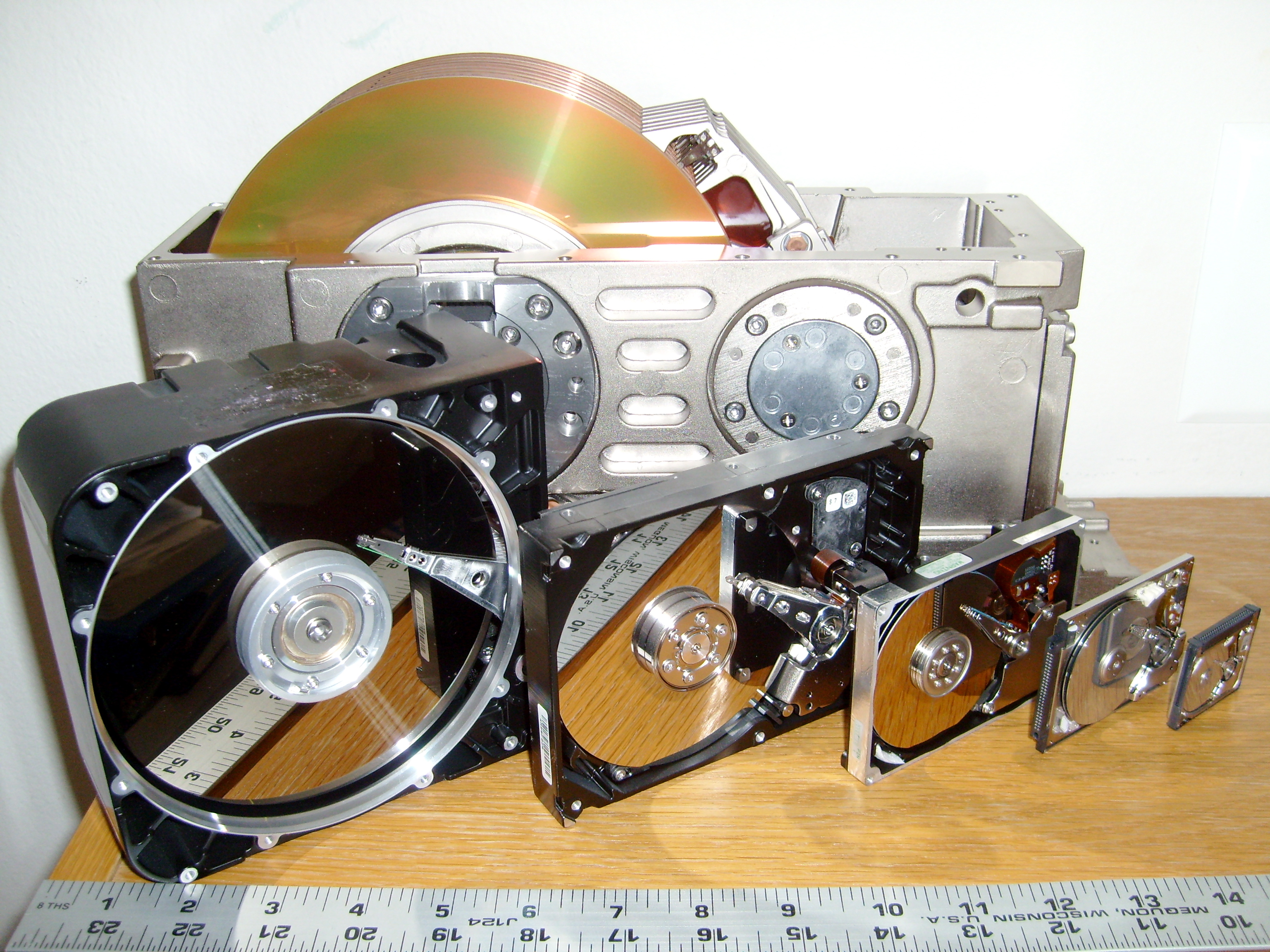
Seis unidades de disco duro con carcasas abiertas mostrando platos y cabezales; 8, 5¼, 3½, 2½, 1⅛ y 1 pulgadas de diámetro de los discos que representan.

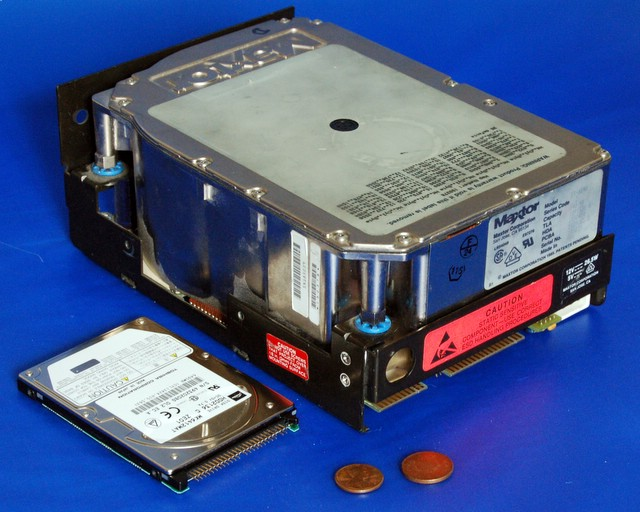
Una unidad de disco duro más nueva de 2,5 pulgadas (63,5 mm) de 6495 MB en comparación con una unidad de disco duro anterior de 5,25 pulgadas de altura completa y 110 MB

La primera unidad de disco duro de IBM, la IBM 350, usaba una pila de cincuenta platos de 24 pulgadas, almacenaba 3,75 MB de datos (aproximadamente el tamaño de una imagen digital moderna) y tenía un tamaño comparable a dos refrigeradores grandes. En 1962, IBM presentó el IBM 1311, que usaba seis platos de 14 pulgadas (tamaño nominal) en un paquete extraíble y era aproximadamente del tamaño de una lavadora. Este se convirtió en un tamaño de plato estándar durante muchos años, utilizado también por otros fabricantes. El IBM 2314 usó platos del mismo tamaño en un paquete de once e introdujo el diseño de "unidad en un cajón". a veces llamado el "horno de pizza", aunque el "cajón" no era la unidad completa. En la década de 1970, los discos duros se ofrecían en gabinetes independientes de diferentes dimensiones que contenían de uno a cuatro discos duros.
A partir de finales de la década de 1960, se ofrecieron unidades que encajaban completamente en un chasis que se montaba en un bastidor de 19 pulgadas. Los RK05 y RL01 de Digital Equipment Corporation fueron los primeros ejemplos que utilizaron platos individuales de 14 pulgadas en paquetes extraíbles, la unidad completa encajaba en un espacio de rack de 10,5 pulgadas de alto (seis unidades de rack). A mediados y finales de la década de 1980, el Fujitsu Eagle de tamaño similar, que usaba (casualmente) platos de 10,5 pulgadas, era un producto popular.
Con el aumento de las ventas de microcomputadoras que tienen disqueteras integradas (FDD), los HDD que encajaran en los montajes de FDD se volvieron deseables. Comenzando con el Shugart Associates SA1000, los factores de forma de HDD inicialmente siguieron a los de las unidades de disquete de 8 pulgadas, 5¼ pulgadas y 3½ pulgadas. Aunque se hace referencia a estos tamaños nominales, los tamaños reales de esas tres unidades respectivamente son 9,5", 5,75" y 4" de ancho. Debido a que no había unidades de disquete más pequeñas, los factores de forma de HDD más pequeños, como las unidades de 2½ pulgadas (en realidad, 2,75" ancho) se desarrollaron a partir de ofertas de productos o estándares de la industria.
El más temprano "factor de forma" de los discos duros, heredó sus dimensiones de las disqueteras. Pueden ser montados en los mismos chasis y así los discos duros con factor de forma, pasaron a llamarse coloquialmente tipos FDD floppy-disk drives (en inglés). Los factores usado actualmente son el de 3,5 pulgadas para torres, sobremesas, NAS y servidores, y el de 2,5 pulgadas para portátiles y equipos con factores cada vez más pequeño como los Intel NUC. En los SDD es este formato el que se ha impuesto cuando se sustituye una unidad HDD por una SDD, pero en los nuevos equipos se van imponiendo formatos que nada tienen que ver con los de la disquetera.
- 8 pulgadas: 241,3×117,5×362 mm (9,5×4,624×14,25 pulgadas).
En 1979 Shugart Associates sacó el primer factor de forma compatible con los disco duros, SA1000, teniendo las mismas dimensiones y siendo compatible con la interfaz de 8 pulgadas de las disqueteras. Había dos versiones disponibles, la de la misma altura y la de la mitad (58,7 mm).
- 5,25 pulgadas: 146,1×41,4×203 mm (5,75×1,63×8 pulgadas). Este factor de forma es el primero usado por los discos duros de Seagate en 1980 con el mismo tamaño y altura máxima de los FDD de 5¼ pulgadas, por ejemplo: 82,5 mm máximo.
Este es dos veces tan alto como el factor de 8 pulgadas, que comúnmente se usa hoy; por ejemplo: 41,4 mm (1,64 pulgadas). La mayoría de los modelos de unidades ópticas (DVD/CD) de 120 mm usan el tamaño del factor de forma de media altura de 5¼, pero también para discos duros. El modelo Quantum Bigfoot es el último que se usó a finales de los 90'.

- 3,5 pulgadas: 101,6×25,4×146 mm (4×1×5.75 pulgadas).
Este factor de forma es el primero usado por los discos duros de Rodine que tienen el mismo tamaño que las disqueteras de 3½, 41,4 mm de altura. Hoy ha sido en gran parte remplazado por la línea "slim" de 25,4 mm (1 pulgada), o "low-profile" que es usado en la mayoría de los discos rígidos.

- 2,5 pulgadas: 69,85×9,5-15×100 mm (2,75×0,374-0,59×3,945 pulgadas).
Este factor de forma se introdujo por PrairieTek en 1988 y no se corresponde con el tamaño de las lectoras de disquete. Este es frecuentemente usado por los discos duros de los equipos móviles (portátiles, reproductores de música, etc.) y en 2008 fue reemplazado por unidades de 3,5 pulgadas de la clase multiplataforma. Hoy en día la dominante de este factor de forma son las unidades para portátiles de 9,5 mm, pero las unidades de mayor capacidad tienen una altura de 12,5 mm.

- 1,8 pulgadas: 54×8×71 mm.
Este factor de forma se introdujo por Integral Peripherals en 1993 y se involucró con ATA-7 LIF con las dimensiones indicadas y su uso se incrementa en reproductores de audio digital y su subnotebook. La variante original posee de 2 GB a 5 GB y cabe en una ranura de expansión de tarjeta de ordenador personal. Son usados normalmente en iPods y discos duros basados en MP3.

- 1 pulgadas: 42,8×5×36,4 mm.
Este factor de forma se introdujo en 1999 por IBM y Microdrive, apto para los slots tipo 2 de compact flash, Samsung llama al mismo factor como 1,3 pulgadas.

- 0,85 pulgadas: 24×5×32 mm.
Toshiba anunció este factor de forma el 8 de enero de 2004 para usarse en móviles y aplicaciones similares, incluyendo SD/MMC slot compatible con disco duro optimizado para vídeo y almacenamiento para micromóviles de 4G. Toshiba actualmente vende versiones de 4 GB (MK4001MTD) y 8 GB (MK8003MTD)[17] y tienen el récord Guinness del disco duro más pequeño.

A partir de 2019 los discos duros de 2½ pulgadas y 3½ pulgadas son los tamaños más populares. En 2009 todos los fabricantes habían interrumpido el desarrollo de nuevos productos para los factores de forma de 1,3 pulgadas, 1 pulgada y 0,85 pulgadas debido a la caída de los precios de la memoria flash, que no tiene partes móviles, aunque Samsung introdujo en el 2008 con el SpidPoint A1 otra unidad de 1,3 pulgadas. Mientras que los tamaños nominales están en pulgadas, las dimensiones reales se especifican en milímetros.
El nombre de «pulgada» para los factores de forma normalmente no identifica ningún producto actual (son especificadas en milímetros para los factores de forma más recientes), pero estos indican el tamaño relativo del disco, para interés de la continuidad histórica.

## Características de un disco duro
Las características que se deben tener en cuenta en un disco duro son:
- Tiempo medio de acceso: tiempo medio que tarda la aguja en situarse en la pista y el sector deseado; es la suma del Tiempo medio de búsqueda (situarse en la pista), Tiempo de lectura/escritura y la Latencia media (situarse en el sector).
- Tiempo medio de búsqueda: tiempo medio que tarda la aguja en situarse en la pista deseada; es la mitad del tiempo empleado por la aguja en ir desde la pista más periférica hasta la más central del disco.
- Tiempo de lectura/escritura: tiempo medio que tarda el disco en leer o escribir nueva información: Depende de la cantidad de información que se quiere leer o escribir, el tamaño de bloque, el número de cabezales, el tiempo por vuelta y la cantidad de sectores por pista.
- Latencia media: tiempo medio que tarda la aguja en situarse en el sector deseado; es la mitad del tiempo empleado en una rotación completa del disco.
- Tasa de transferencia: velocidad a la que puede transferir la información a la computadora una vez que el cabezal está situado en la pista y sector correctos. Puede ser velocidad sostenida o de pico.
- Velocidad de rotación: Es la velocidad a la que gira el disco duro, más exactamente, la velocidad a la que giran el/los platos del disco, que es donde se almacenan magnéticamente los datos. La regla es: a mayor velocidad de rotación, más alta será la transferencia de datos, pero también mayor será el ruido y mayor será el calor generado por el disco duro. Se mide en número revoluciones por minuto (RPM). No debe comprarse un disco duro IDE de menos de 5400 RPM (ya hay discos IDE de 7200 RPM), a menos que te lo den a un muy buen precio, ni un disco SCSI de menos de 7200 RPM (los hay de 10.000 RPM). Una velocidad de 5400 RPM permitirá una transferencia entre 80MB y 110MB por segundo con los datos que están en la parte exterior del cilindro o plato, algo menos en el interior de los platos. A mayor velocidad de rotación, menor latencia media.

Otras características son:
- Caché de pista: es una memoria tipo flash dentro del disco duro.
- Interfaz: medio de comunicación entre el disco duro y el ordenador. Puede ser IDE/ATA, SCSI, SATA, USB, Firewire, Serial Attached SCSI
- Landing zone: zona sobre las que aparcan las cabezas una vez se apaga la computadora.

## Conectores

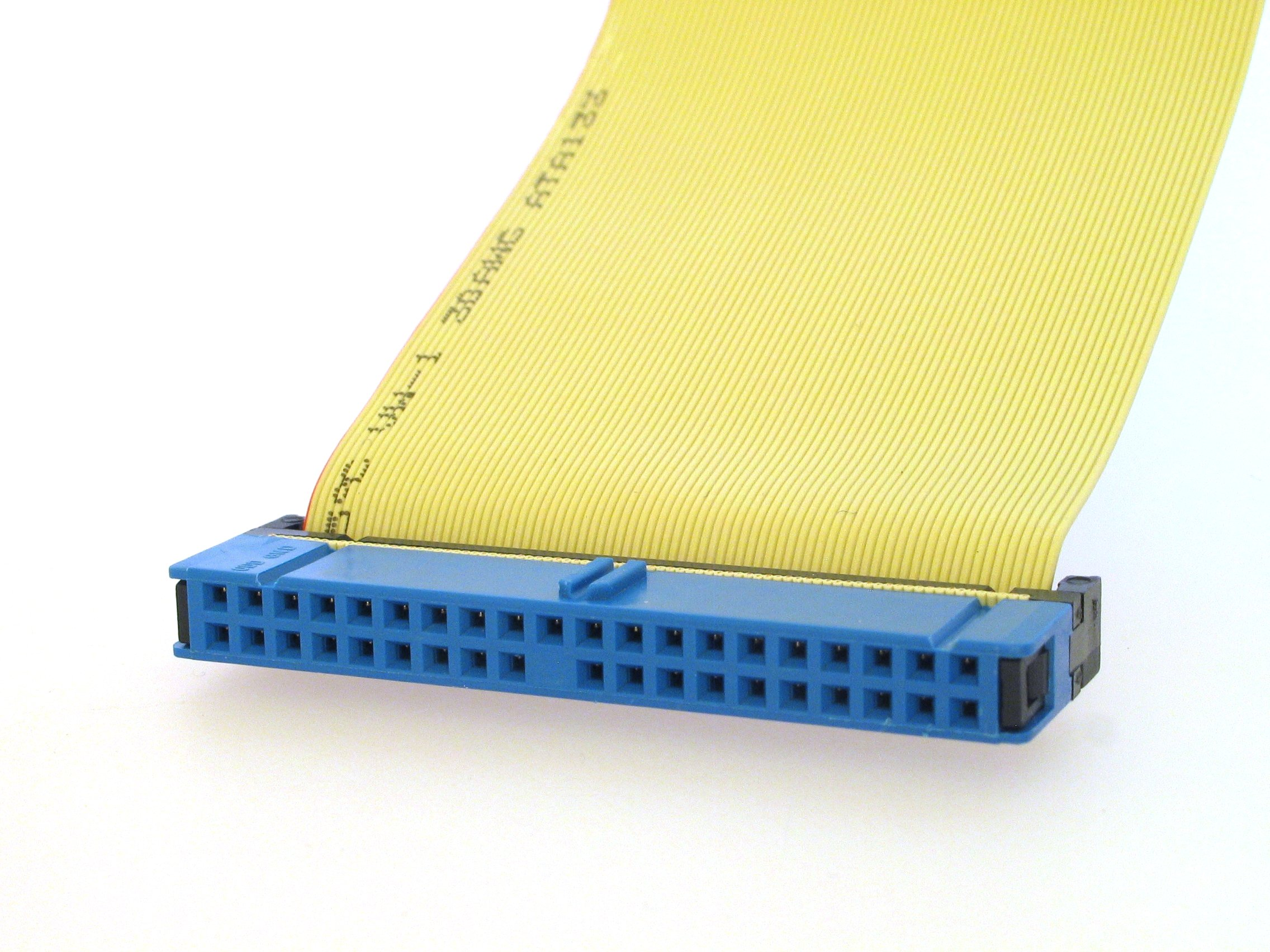
Conector ATA hembra en un cable cinta plano.

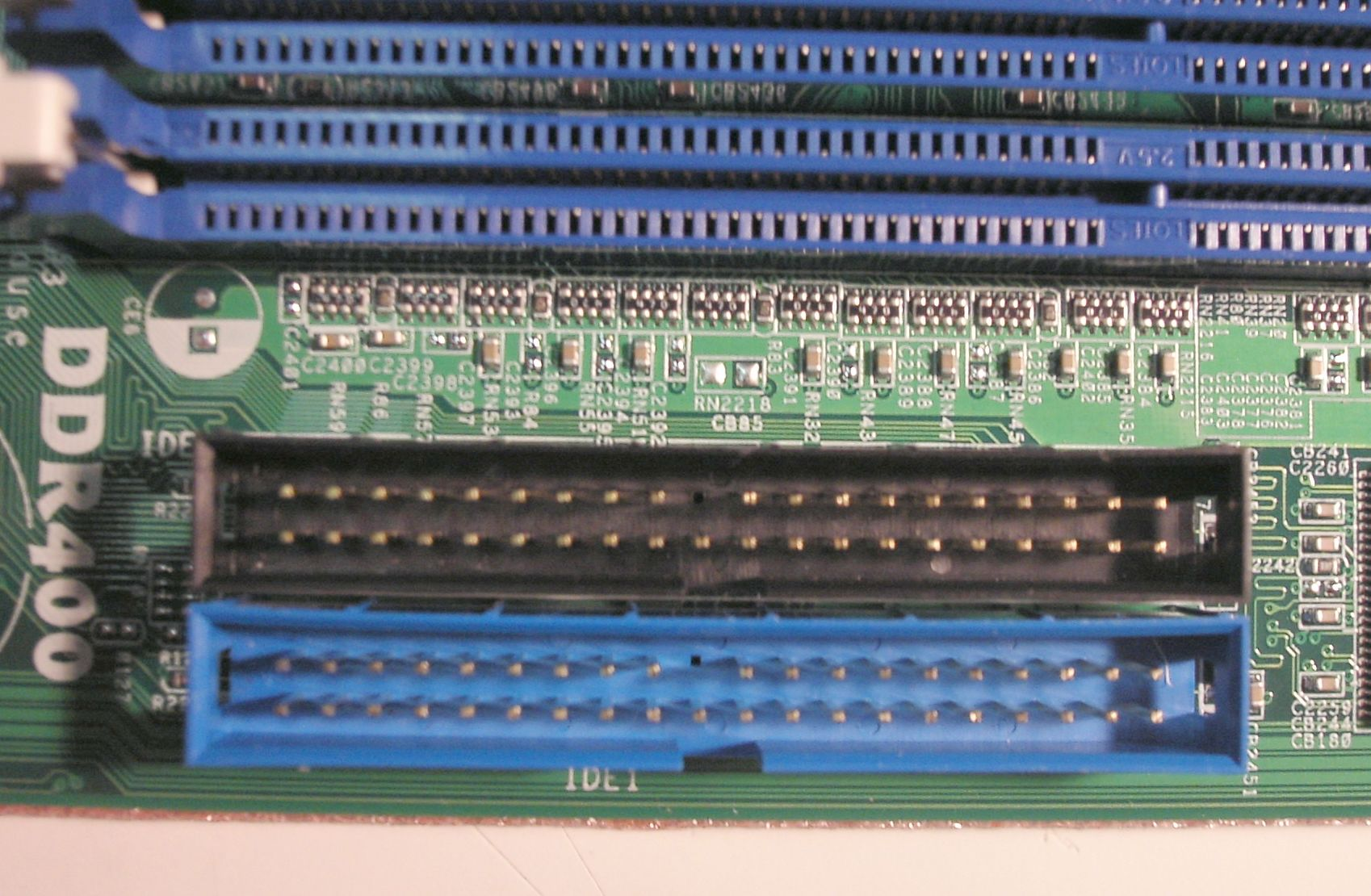
Dos conectores ATA macho en placa base.

### Tipos de conexión de datos
Las unidades de discos duros pueden tener distintos tipos de conexión o interfaces de datos con la placa base. Cada unidad de disco rígido puede tener una de las siguientes opciones:
- IDE
- SATA
- SCSI
- SAS

Cuando se conecta indirectamente con la placa base (por ejemplo: a través del puerto USB) se denomina disco duro portátil o externo.

#### IDE, ATA o PATA
La interfaz ATA (Advanced Technology Attachment) o PATA (Parallel ATA), originalmente conocido como IDE (Integrated Device Electronics o Integrated Drive Electronics), controla los dispositivos de almacenamiento masivo de datos, como los discos duros y ATAPI (Advanced Technology Attachment Packet Interface) o unidades de discos ópticos como lectoras o grabadoras de CD y DVD.
Hasta el 2004, aproximadamente, fue el estándar principal por su versatilidad y asequibilidad.
Son planos, anchos y alargados.

#### SATA
Serial ATA o SATA es el más común de los estándares de conexión, utiliza un bus serie para la transmisión de datos.
Notablemente más rápido y eficiente que IDE.
Físicamente es mucho más pequeño y cómodo que los IDE, además de permitir conexión en caliente (hot plug).
Existen tres versiones:
1. SATA 1 con velocidad de transferencia de hasta 150 MB/s (descatalogado),
2. SATA 2 de hasta 300 MB/s, disponible en equipos de hace unos años atrás;
3. SATA 3 de hasta 600 MB/s, el más común actualmente. Compatible con las versiones anteriores.

#### SCSI
Las interfaces Small Computer System Interface (SCSI) son interfaces preparadas para discos duros de gran capacidad de almacenamiento y velocidad de rotación.
Se presentan bajo tres especificaciones:
1. SCSI Estándar (Standard SCSI),
2. SCSI Rápido (Fast SCSI) y
3. SCSI Ancho-Rápido (Fast-Wide SCSI).

Su tiempo medio de acceso puede llegar a 7 milisegundos y su velocidad de transmisión secuencial de información puede alcanzar teóricamente los 5 Mbit/s en los discos SCSI Estándares, los 10 Mbit/s en los discos SCSI Rápidos y los 20 Mbit/s en los discos SCSI Anchos-Rápidos (SCSI-2).
Un controlador SCSI puede manejar hasta 7 discos duros SCSI (o 7 periféricos SCSI) con conexión tipo margarita (daisy chain). A diferencia de los discos IDE, pueden trabajar asincrónicamente con relación al microprocesador, lo que posibilita una mayor velocidad de transferencia.

#### SAS
Serial Attached SCSI (SAS) es la interfaz de transferencia de datos en serie, sucesor del SCSI paralelo, aunque sigue utilizando comandos SCSI para interaccionar con los dispositivos SAS. Aumenta la velocidad y permite la conexión y desconexión rápidamente. Una de las principales características es que aumenta la velocidad de transferencia al aumentar el número de dispositivos conectados, es decir, puede gestionar una tasa de transferencia constante para cada dispositivo conectado, además de terminar con la limitación de 16 dispositivos existente en SCSI, es por ello que se vaticina que la tecnología SAS irá reemplazando a su predecesora SCSI.
Además, el conector es el mismo que en la interfaz SATA y permite utilizar estos discos rígidos, para aplicaciones con menos necesidad de velocidad, ahorrando costes. Por lo tanto, las unidades SATA pueden ser utilizadas por controladoras SAS pero no a la inversa, una controladora SATA no reconoce discos SAS.

## Funcionamiento mecánico
Un disco duro suele tener:
- Platos, es donde están grabados los datos.
- Cabezal de lectura/escritura.
- Motor, que hace girar los platos.
- Electroimán, que mueve el cabezal.
- Circuito electrónico de control, que incluye: interfaz con la computadora, memoria caché.
- Bolsita desecante (gel de sílice), para evitar la humedad.
- Caja, que ha de proteger de la suciedad, motivo por el cual suele traer algún filtro de aire.

### Integridad
Debido a la distancia extremadamente pequeña entre los cabezales y la superficie del disco, cualquier contaminación de los cabezales de lectura/escritura o las fuentes puede dar lugar a un accidente en los cabezales, un fallo del disco en el que el cabezal raya la superficie de la fuente, a menudo moliendo la fina película magnética y causando la pérdida de datos. Estos accidentes pueden ser causados por un fallo electrónico, un repentino corte en el suministro eléctrico, golpes físicos, el desgaste, la corrosión o debido a que los cabezales o las fuentes sean de pobre fabricación. El uso continuo al que se somete el disco duro provoca que habitualmente su vida útil se acorte en exceso. La vida útil puede variar dependiendo de las condiciones de uso y la calidad de su fabricación. La vida útil común estimada es de 3 años. Tras este periodo es necesario prestar atención a síntomas como inestabilidad, archivos dañados, sonidos extraños, reducción de rendimiento, fallos de encendido entre otros síntomas.
El eje del sistema del disco duro depende de la presión del aire dentro del recinto para sostener los cabezales y su correcta altura mientras el disco gira. Un disco duro requiere un cierto rango de presiones de aire para funcionar correctamente. La conexión al entorno exterior y la presión se produce a través de un pequeño agujero en el recinto (cerca de 0,5 mm de diámetro) normalmente con un filtro en su interior (filtro de respiración, ver abajo). Si la presión del aire es demasiado baja, entonces no hay suficiente impulso para el cabezal, que se acerca demasiado al disco, y se da el riesgo de fallos y pérdidas de datos. Son necesarios discos fabricados especialmente para operaciones de gran altitud, sobre 3.000 m. Hay que tener en cuenta que los aviones modernos tienen una cabina presurizada cuya presión interior equivale normalmente a una altitud de 2600 m como máximo. Por lo tanto los discos duros ordinarios se pueden usar de manera segura en los vuelos. Los discos modernos incluyen sensores de temperatura y se ajustan a las condiciones del entorno. Los agujeros de ventilación se pueden ver en todos los discos (normalmente tienen una pegatina a su lado que advierte al usuario de no cubrir el agujero). El aire dentro del disco operativo está en constante movimiento siendo barrido por la fricción del plato. Este aire pasa a través de un filtro de recirculación interna para quitar cualquier contaminante que se hubiera quedado de su fabricación, alguna partícula o componente químico que de alguna forma hubiera entrado en el recinto, y cualquier partícula generada en una operación normal. Una humedad muy alta durante un periodo largo puede corroer los cabezales y los platos.
Para los cabezales resistentes al magnetismo grandes (GMR) en particular, un incidente minoritario debido a la contaminación (que no se disipa la superficie magnética del disco) llega a dar lugar a un sobrecalentamiento temporal en el cabezal, debido a la fricción con la superficie del disco, y puede hacer que los datos no se puedan leer durante un periodo corto de tiempo hasta que la temperatura del cabezal se estabilice (también conocido como «aspereza térmica», un problema que en parte puede ser tratado con el filtro electrónico apropiado de la señal de lectura).
Los componentes electrónicos del disco duro controlan el movimiento del accionador y la rotación del disco, y realiza lecturas y escrituras necesitadas por el controlador de disco. El firmware de los discos modernos es capaz de programar lecturas y escrituras de forma eficiente en la superficie de los discos y de reasignar sectores que hayan fallado.

## Mantenimiento y cuidados
Los discos duros también necesitan cuidados, siga las siguientes instrucciones para evitar la pérdida de datos y evitar que el disco duro quede inservible:
1. No quitar la etiqueta ligeramente plateada que se encuentra a los lados y/o algunas veces en la parte frontal, esto puede causar que entre polvo y raye el disco, asimismo el polvo que pueda contener electricidad puede mover los datos y causar daños.
2. No tapar los agujeros pequeños, ya que son un filtro de aire y puede causar sobrecalentamiento.
3. Realizar periódicamente copias de seguridad en discos DVD, BD, memorias USB o en un almacenamiento externo de la información importante. Eventos como apagones, el agotamiento de la batería o ataques de malware pueden dañar el disco duro o la información. Si se usa un servicio de alojamiento de archivos, no debe ser la única opción ni se debe guardar ahí información delicada o crítica, pues el servicio puede fallar, ser clausurado, pirateado o sujeto a cambios que provoquen la pérdida o el bloqueo de los archivos.[22][23][24]
4. Se recomienda crear al menos dos particiones: Una para el sistema operativo y los programas y otra para los datos del usuario. De esta forma se pueden facilitar la copia de seguridad y la restauración, al posibilitar retroceder o reinstalar completamente el sistema operativo sin perder los datos personales en el proceso.
5. Optimizar (desfragmentar) el disco duro regularmente usando la herramienta incluida en el sistema operativo o un programa de otro fabricante para reducir el desgaste, facilitar la recuperación en caso de un problema, y mantener una buena velocidad de respuesta. Se recomienda una frecuencia de cada dos semanas o cada mes dependiendo del uso.[25]
6. Descargar y usar un programa que lea los datos de los sensores del disco duro (S.M.A.R.T.), para vigilar la condición del disco duro. Si indica que está en peligro, copiar la información importante y reemplazar el disco duro lo más pronto posible para evitar la pérdida de información.[26]
7. Evitar que el disco sufra golpes físicos, especialmente durante su funcionamiento. Los circuitos, cabezales y discos pueden dañarse.
8. Si el disco duro presenta problemas de confiabilidad, un funcionamiento anormalmente lento o aparecen sin razón aparente archivos dañados o ilegibles, analizarlo con un comprobador de disco. También se recomienda realizar una comprobación de rutina cada cierta cantidad de meses para detectar errores menores y corregirlos antes de que se agraven.[27]

## Galería de imágenes

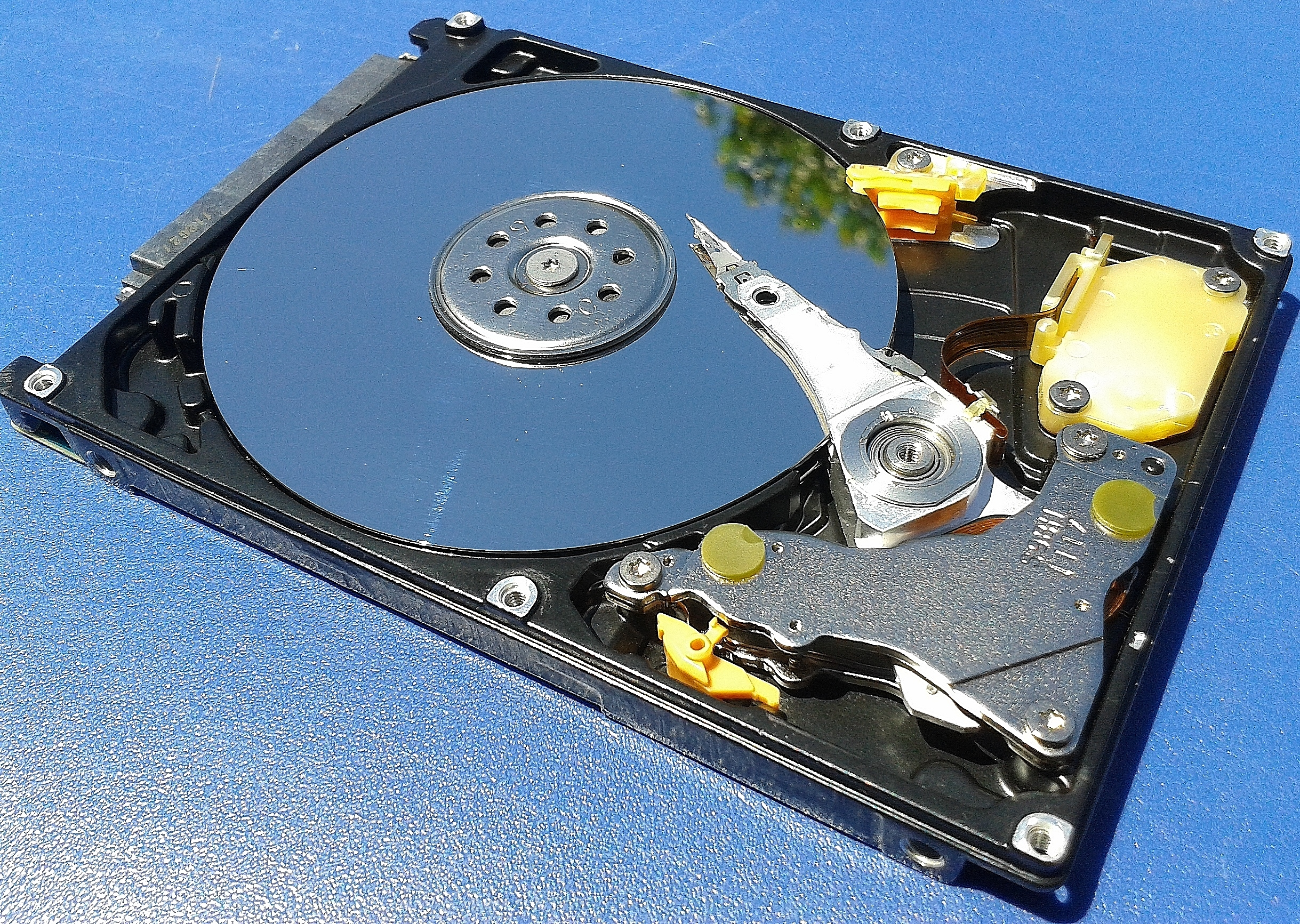
Disco duro de un portátil.
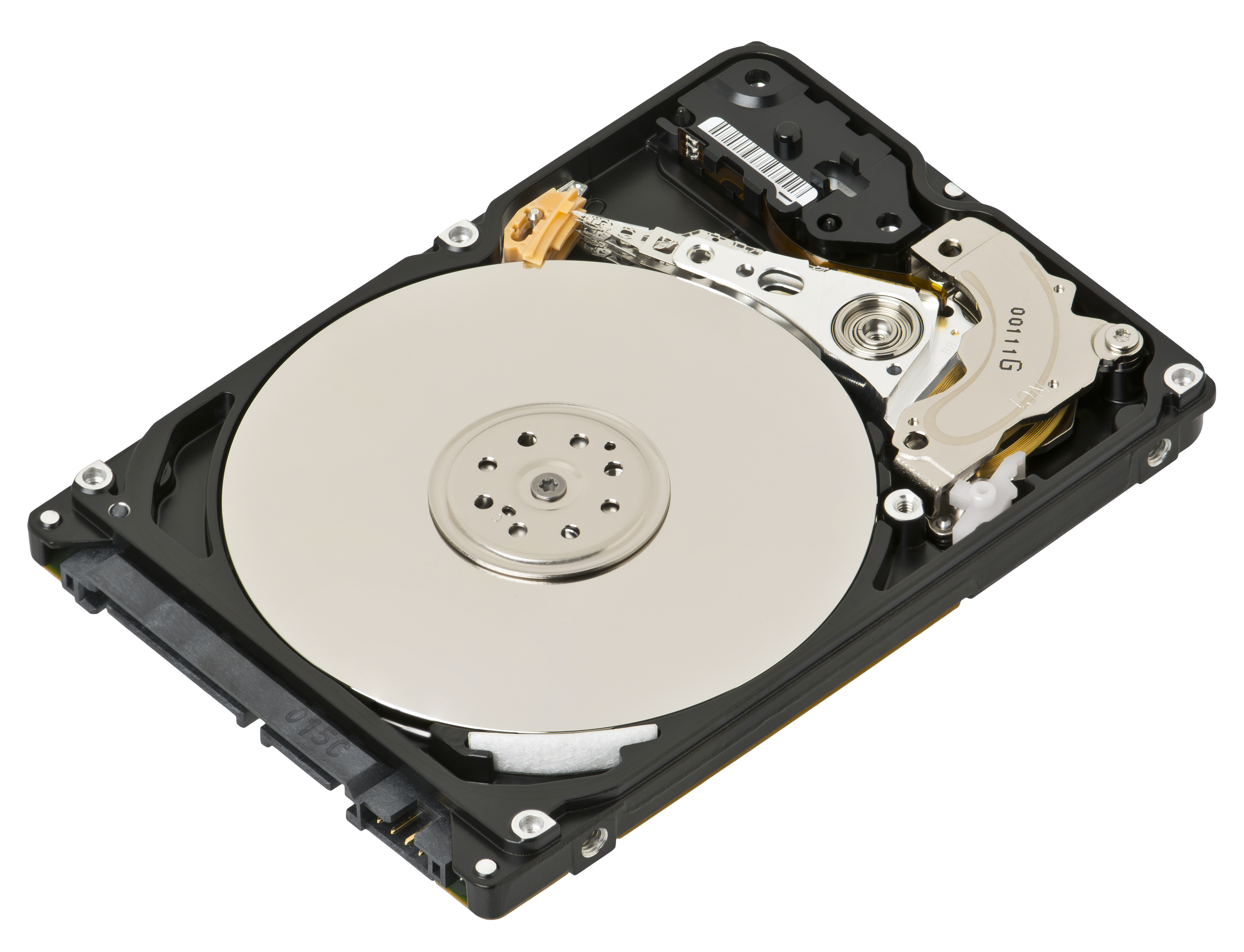
Unidad de disco duro de 2½" que está abierto, exponiendo su funcionamiento interno. Disco duro Western Digital Scorpio Blue de 500 GB con conexiones SATA; es común en computadoras portátiles.
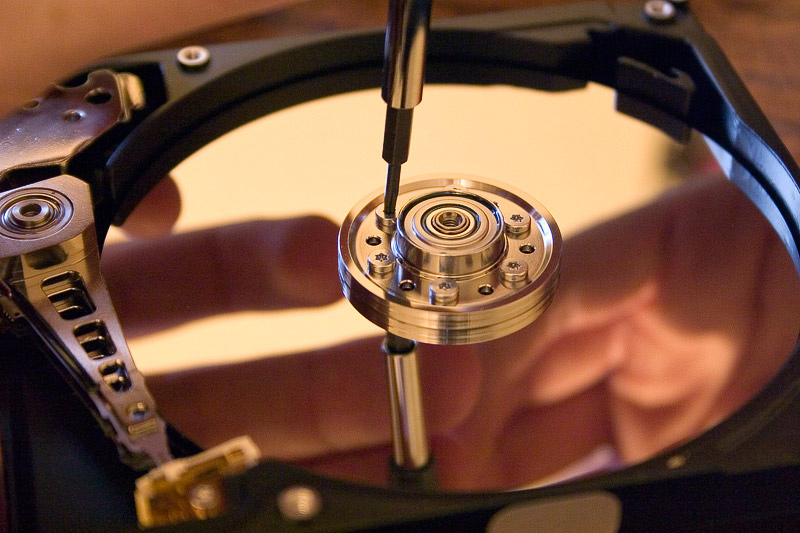
Interior de un disco duro; se aprecia la superficie de un plato y el cabezal de lectura/escritura retraído, a la izquierda.
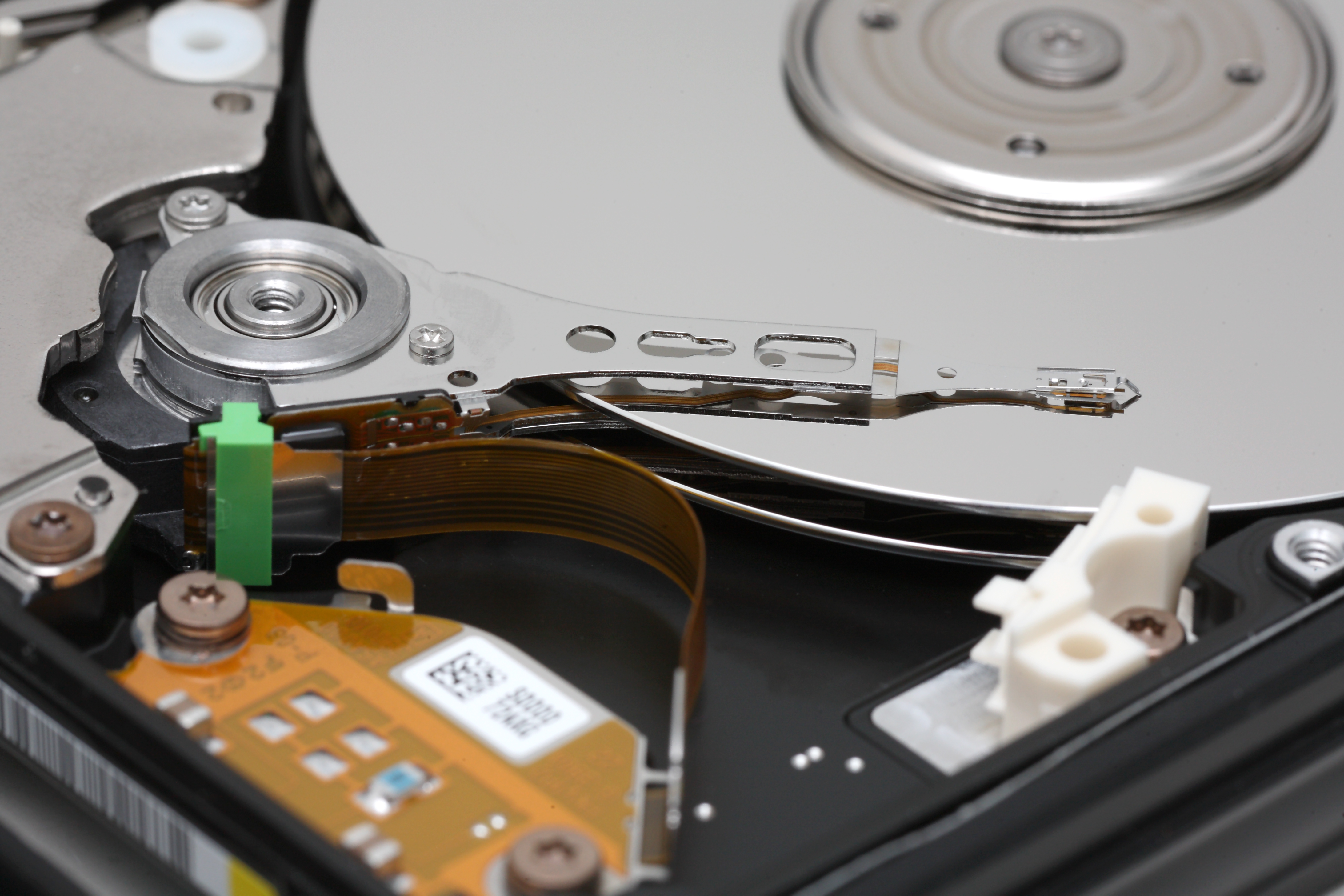
Interior de la unidad de disco duro; se aprecian dos platos con sus respectivos cabezales.
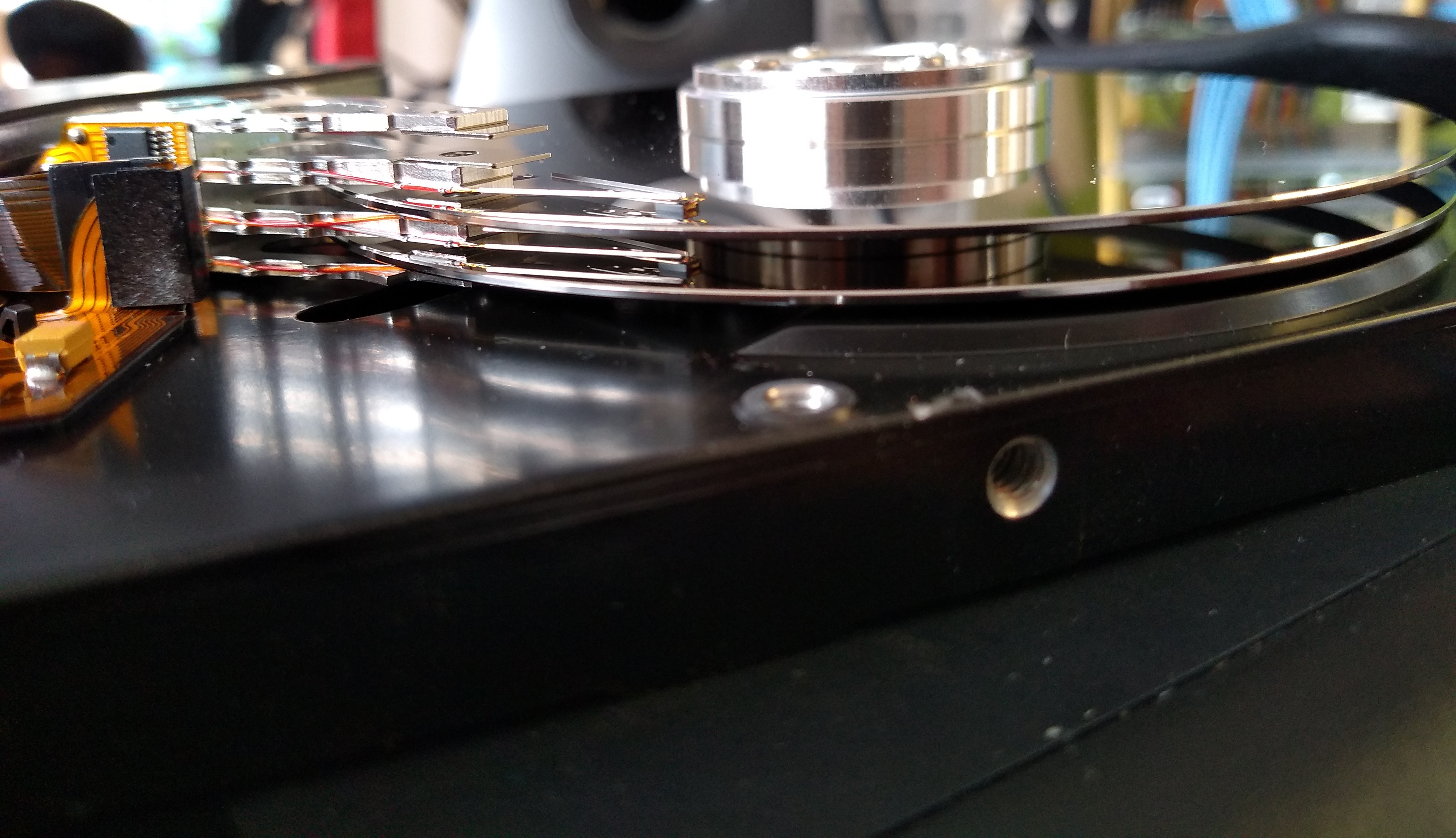
Vista lateral de un disco duro de 3.5 pulgadas.
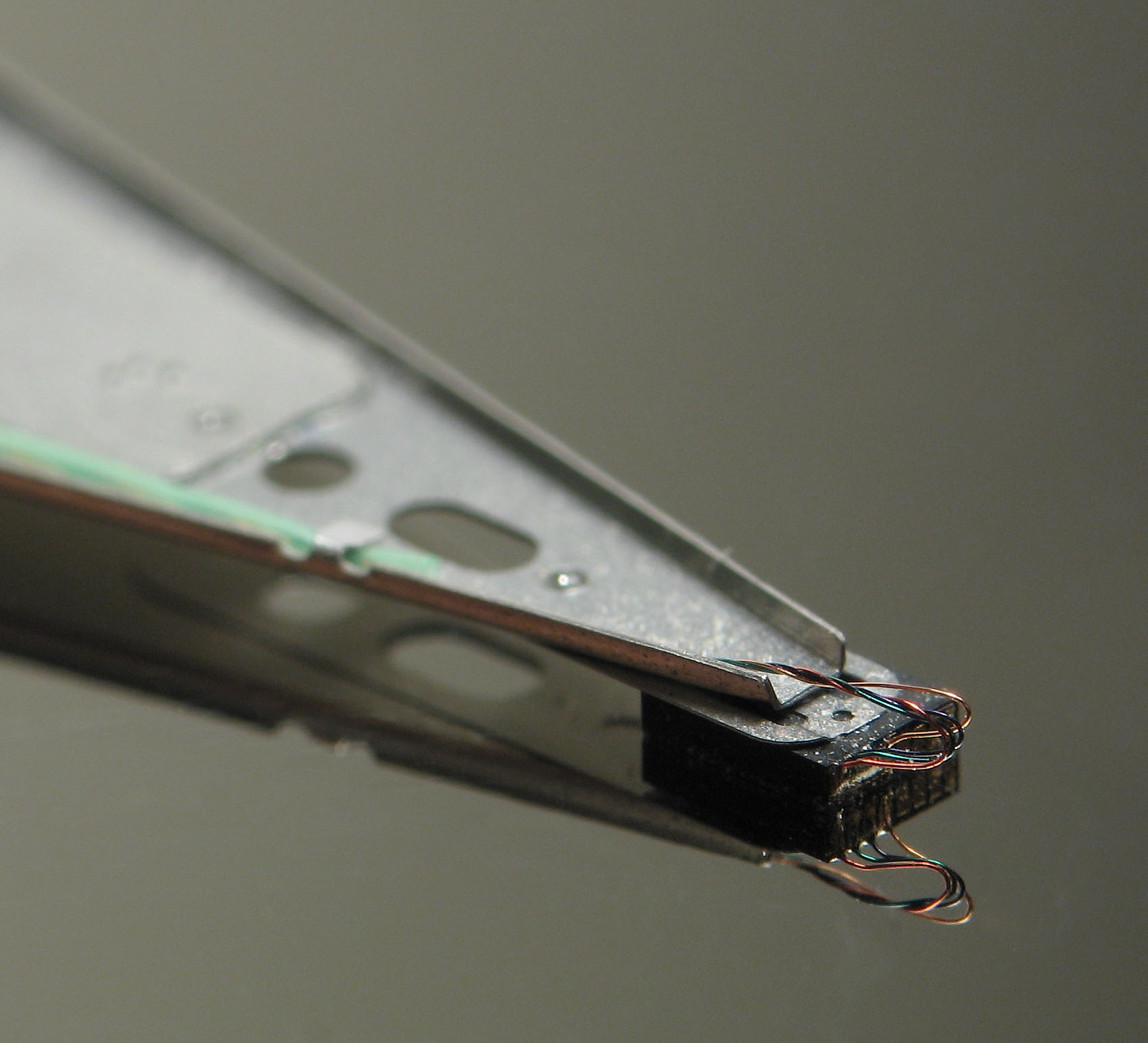
Cabezal del disco duro.
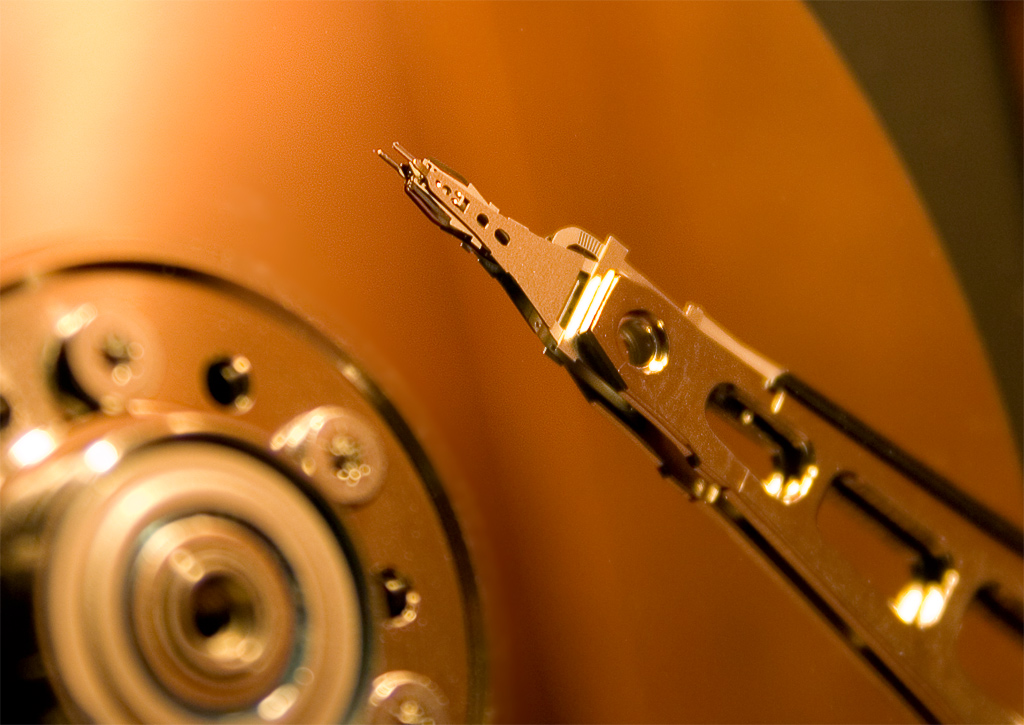
Cabezal de disco duro IBM sobre el plato del disco.
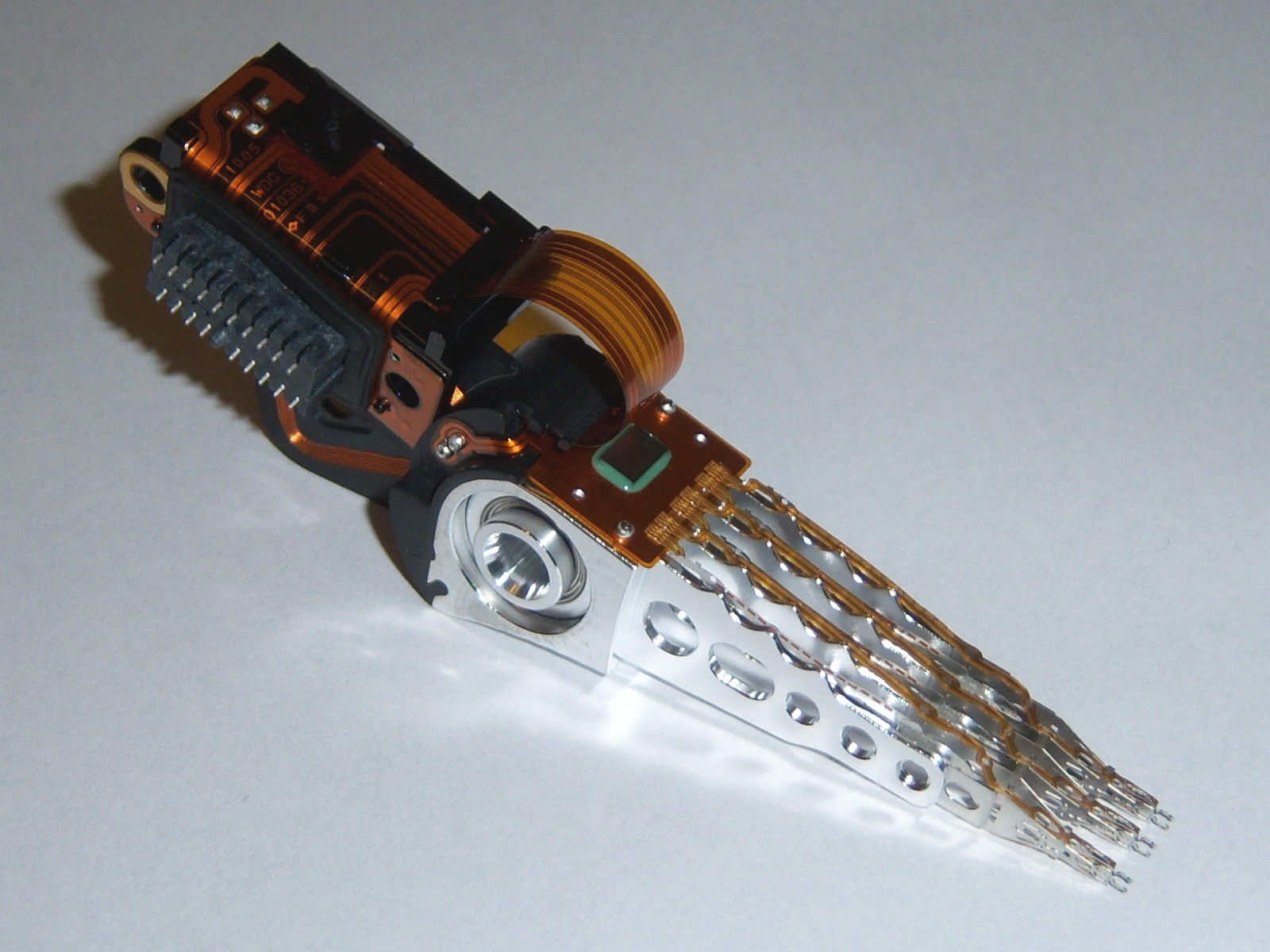
Pila de cabezales de disco duro Western Digital (WD2500JS-00MHB0).
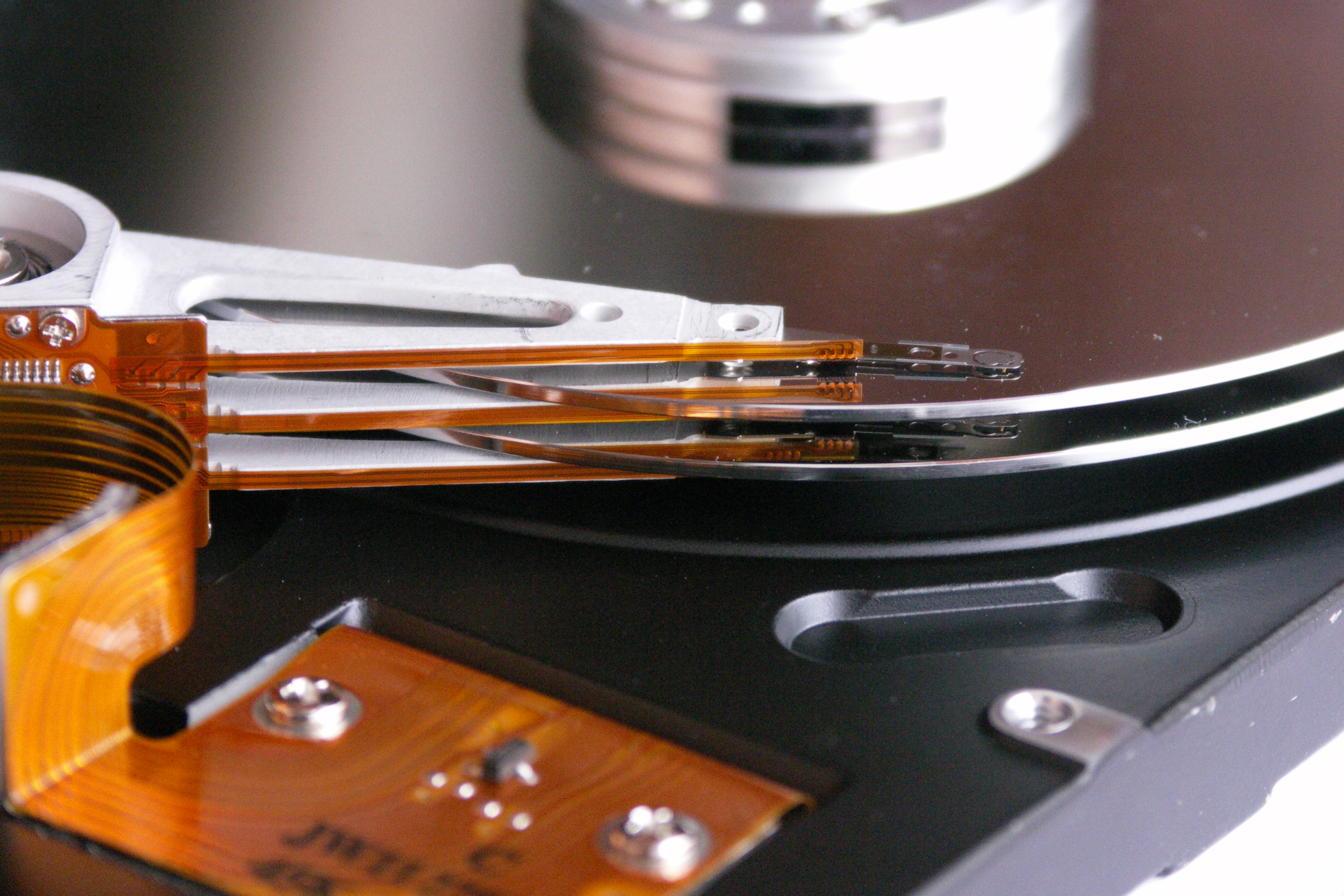
Un peine, 3 brazos, 6 cabezales, 3 platos.
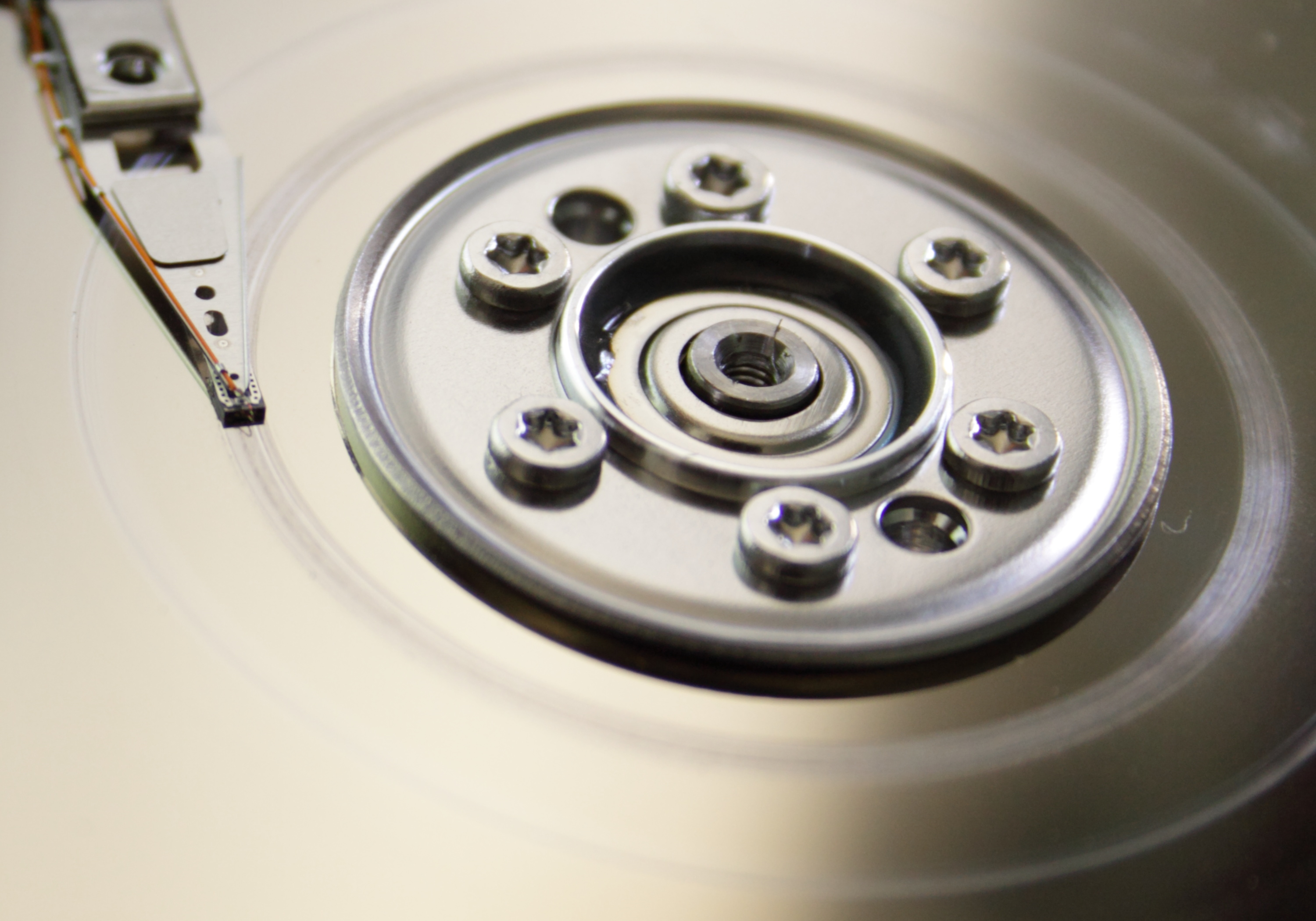
Cabeza de disco duro sobre plato rayado. Rayaduras en el plato producidas por golpes mientras la unidad estaba en funcionamiento.
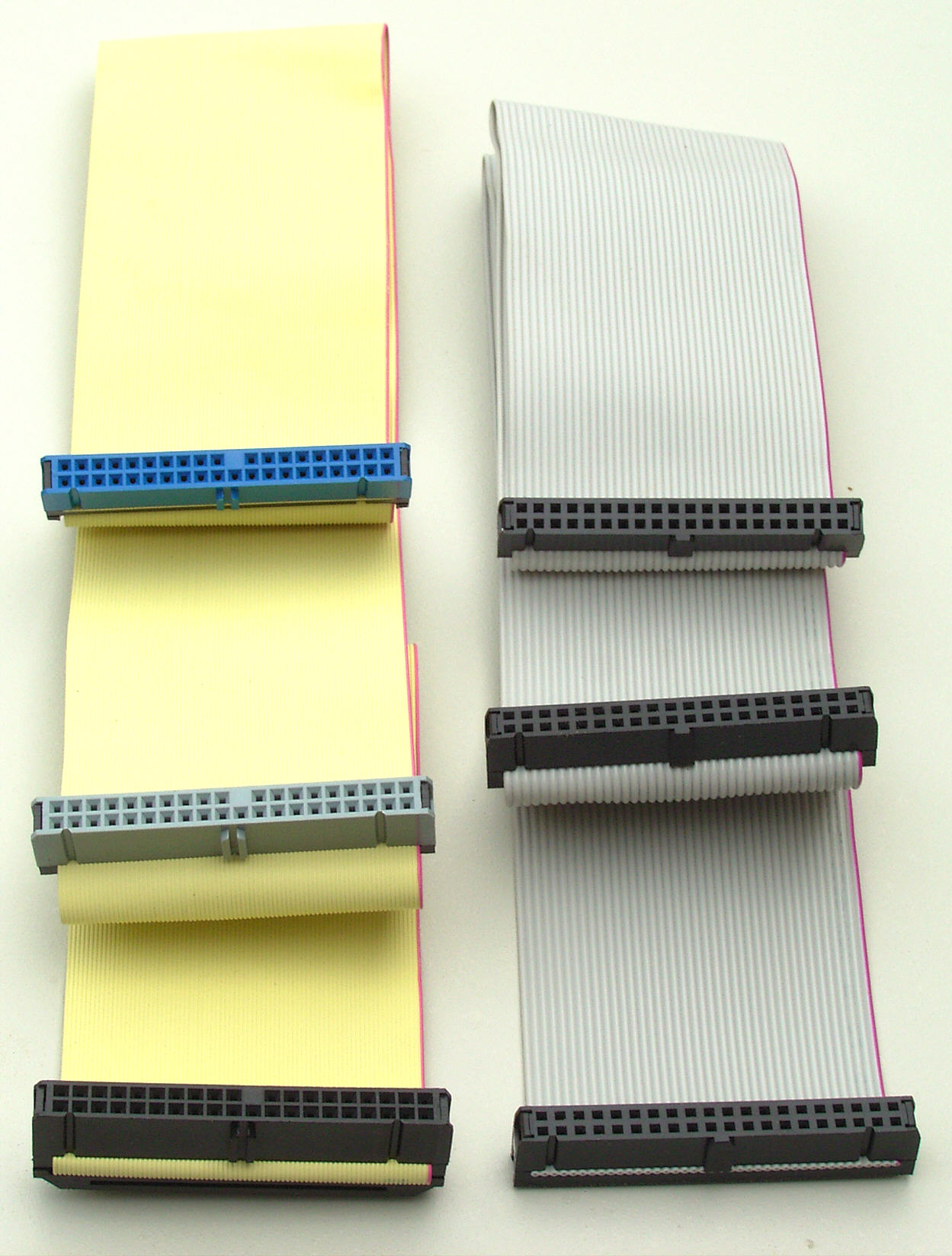
Cables IDE, con 40 pines (izquierda) y 80 pines (derecha).
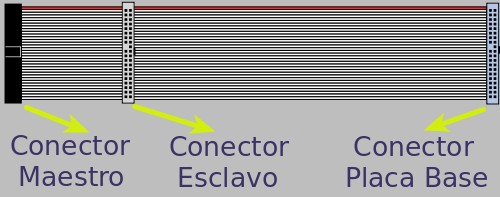
Cable cinta para conectar la placa base con dos dispositivos IDE (p.e.: disco rígido o lectora de CD).
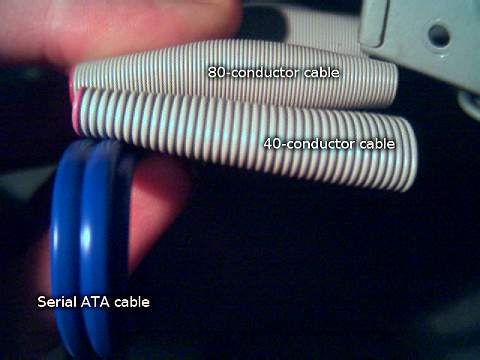
Comparación de cables ATA de 40 y 80 pines y SATA.
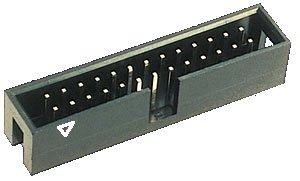
Zócalo con canal de indexación, conector por desplazamiento del aislante).
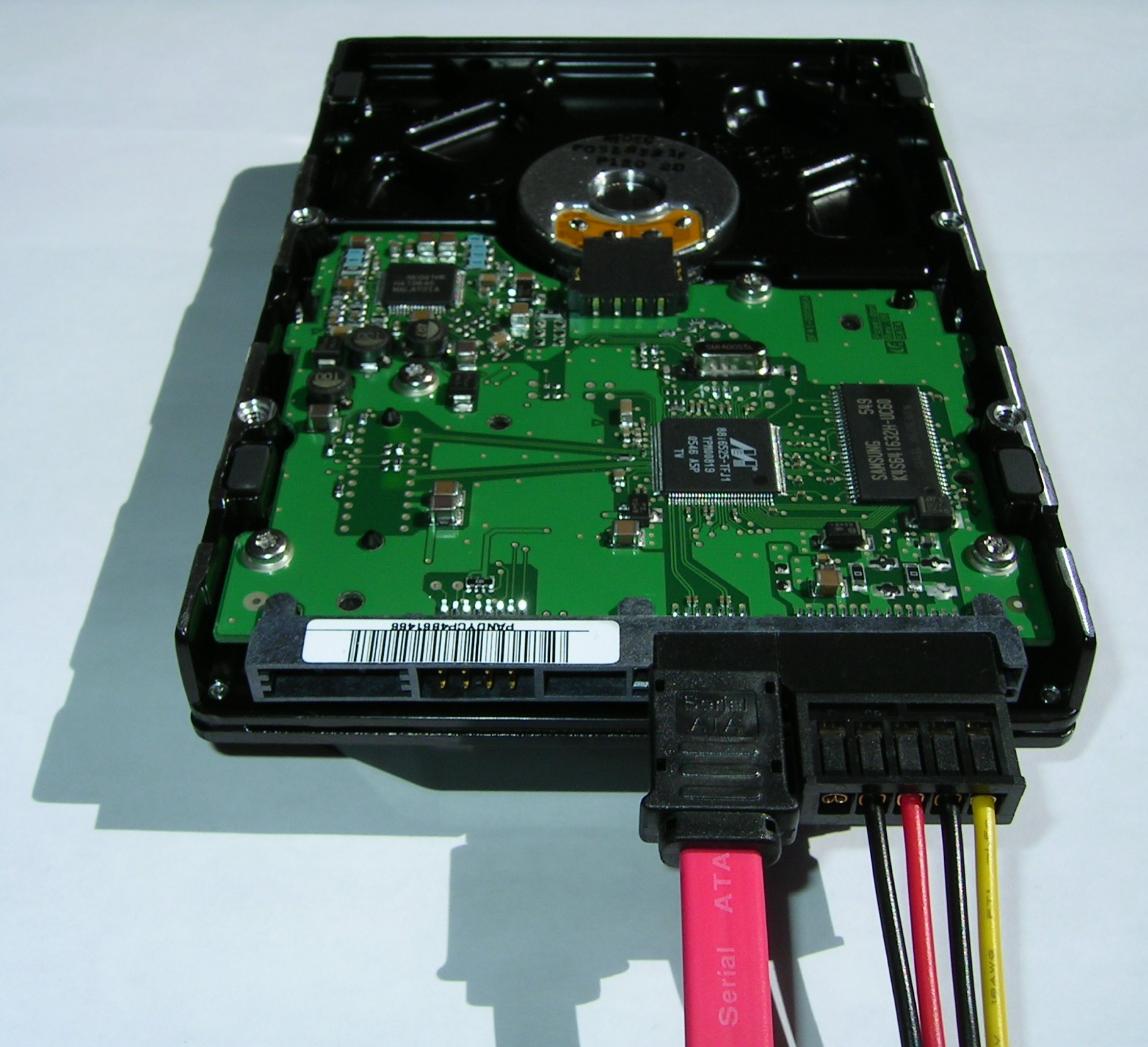
Partes y conexiones de un disco rígido SATA.
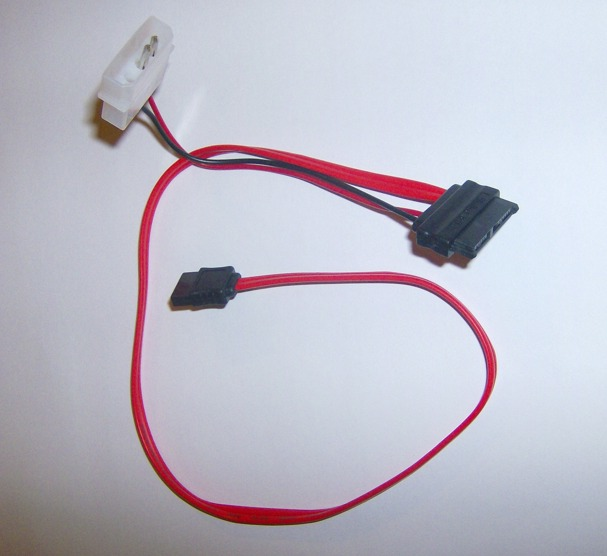
Cable delgado SATA utilizado para conectar una delgada unidad óptica a la interfaz SATA poder obtener de la placa base, y conector Molex para fuente de alimentación.

## Presente y futuro
Actualmente la nueva generación de discos duros utilizan la grabación perpendicular (PMR), la cual permite mayor densidad de almacenamiento, pero con la novedosa Shingled magnetic recording (SMR) se espera llegar aún más lejos.
También existen discos llamados "Ecológicos" (GP – Green Power), los cuales hacen un uso más eficiente de la energía.

### Comparativa de SSD y HDD
Las unidades de estado sólido tienen el mismo uso que los discos duros y emplean las mismas interfaces, pero no están formadas por discos mecánicos, sino por memorias de circuitos integrados para almacenar la información. El uso de esta clase de dispositivos anteriormente se limitaba a las supercomputadoras, por su elevado precio, aunque ahora son mucho más asequibles para el mercado doméstico.
La unidad de estado sólido o SSD (acrónimo inglés de Solid-State Drive) es el dispositivo de almacenamiento de datos que puede estar construido con memoria no volátil o con memoria volátil. Las no volátiles son unidades de estado sólido que como dispositivos electrónicos, están construidos en la actualidad con chips de memoria flash. No son discos, pero juegan el mismo papel a efectos prácticos aportando ventajas pero también inconvenientes tecnológicos como la corrupción de las celdas de memoria con cada escritura, lo que acorta la vida útil de estos dispositivos y aumenta el riesgo de corrupción de los datos. No obstante, la industria está empezando a vislumbrar en el mercado la posibilidad de que en el futuro ese tipo de unidades de estado sólido termine sustituyendo al disco duro para implementar el manejo de memorias no volátiles en el campo de la ingeniería informática.
Esos soportes son muy rápidos ya que no tienen partes móviles o mecánicas y consumen menos energía. Todos esto les hace muy fiables y físicamente duraderos. Sin embargo, su costo por GB es aún muy elevado respecto al mismo coste de GB en un formato de tecnología de HDD, siendo un índice muy importante cuando hablamos de las altas necesidades de almacenamiento que hoy se miden en orden de Terabytes.
A pesar de ello, la industria apuesta por esta vía de solución tecnológica para el consumo doméstico aunque se ha de considerar que estos sistemas han de ser integrados correctamente tal y como se está realizando en el campo de la alta computación. Unido a la reducción progresiva de costes, quizás esa tecnología recorra el camino de aplicarse como método general de archivos de datos informáticos energéticamente respetuosos con el medio natural si optimiza su función lógica dentro de los sistemas operativos actuales.

#### Discos que no son discos
Las unidades de estado sólido han sido categorizadas repetidas veces como "discos", cuando es totalmente incorrecto denominarlas así, porque a diferencia de sus predecesores, sus datos no se almacenan sobre superficies cilíndricas ni platos. Esta confusión conlleva habitualmente a creer, erróneamente, que SSD significa Solid State Disk, en vez del correcto significado: Solid State Drive, es decir, unidad de estado sólido o dispositivo de estado sólido.

### Unidades híbridas
Las unidades híbridas son aquellas que combinan las ventajas de las unidades mecánicas convencionales con las de las unidades de estado sólido. Consisten en acoplar un conjunto de unidades de memoria flash dentro de la unidad mecánica, utilizando el área de estado sólido para el almacenamiento dinámico de datos de uso frecuente (determinado por el software de la unidad) y el área mecánica para el almacenamiento masivo de datos. Con esto se logra un rendimiento cercano al de unidades de estado sólido a un costo sustancialmente menor. En 2012 Seagate ofreció el modelo "Momentus XT", con esta tecnología.

## Fabricantes

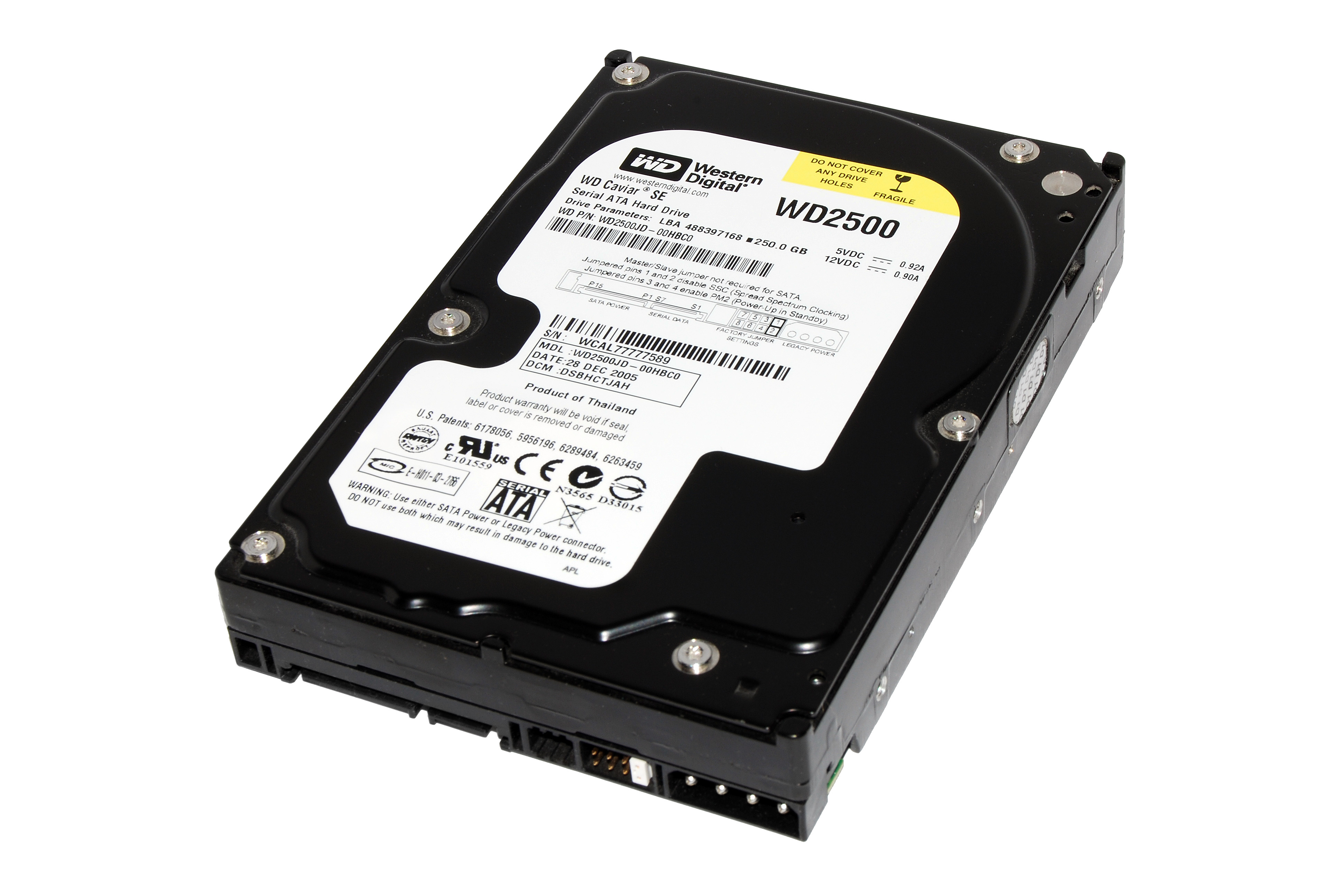
Un Western Digital de 3,5 pulgadas con 250 GB y SATA HDD.

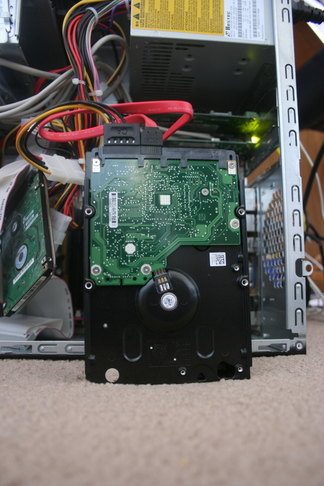
Un Seagate de 3,5 pulgadas y 1 TB con SATA HDD.

Los recursos tecnológicos y el saber hacer requeridos para el desarrollo y la producción de discos modernos implica que desde 2007, más del 98 % de los discos duros del mundo son fabricados por un conjunto de grandes empresas: Seagate (que ahora es propietaria de Maxtor y Quantum), Western Digital (propietaria de Hitachi, a la que a su vez fue propietaria de la antigua división de fabricación de discos de IBM) y Fujitsu, que sigue haciendo discos portátiles y discos de servidores, pero dejó de hacer discos para computadoras de escritorio en 2001, y el resto lo vendió a Western Digital. Toshiba es uno de los fabricantes principales de discos rígidos para portátiles de 2,5 pulgadas y 1,8 pulgadas. TrekStor es un fabricante alemán que en 2009 tuvo problemas de insolvencia, pero que actualmente sigue en activo. ExcelStor es un pequeño fabricante chino de discos duros.
Decenas de exfabricantes de discos duros han terminado con sus empresas fusionadas o han cerrado sus divisiones dedicadas a estos aparatos, a medida que la capacidad de los dispositivos y la demanda de los productos aumentó, los beneficios eran menores y el mercado sufrió una significativa consolidación a finales de los años 1980 y finales de los años 1990. La primera víctima en el mercado de las PC fue Computer Memories Inc.; después de un incidente con 20 MB defectuosos en discos en 1985, la reputación de CMI nunca se recuperó, y salieron del mercado de los discos rígidos en 1987. Otro notable fracaso fue el de MiniScribe, quien quebró en 1990: después se descubrió que tenía en marcha un fraude e inflaba el número de ventas durante varios años. Otras muchas pequeñas compañías (como Kalok, Microscience, LaPine, Areal, Priam y PrairieTek) tampoco sobrevivieron a la expulsión, y habían desaparecido para 1993; Micropolis fue capaz de aguantar hasta 1997, y JTS, un recién llegado a escena, duró solamente unos años y desapareció hacia 1999, aunque después intentó fabricar discos duros en India.
Su vuelta a la fama se debió a la creación de un nuevo formato de tamaño de 3” para portátiles.
Quantum e Integral también investigaron el formato de 3”, pero finalmente se dieron por vencidos. Rodime fue también un importante fabricante durante la década de 1980, pero dejó de hacer discos en la década de 1990 en medio de la reestructuración y ahora se concentra en la tecnología de la concesión de licencias; tienen varias patentes relacionadas con el formato de 3,5“.
- 1988: Tandon vendió su división de fabricación de discos duros a Western Digital, que era un renombrado diseñador de controladores.
- 1989: Seagate compró el negocio de discos de alta calidad de Control Data, como parte del abandono de Control Data en la creación de hardware.
- 1990: Maxtor compró MiniScribe que estaba en bancarrota, haciéndolo el núcleo de su división de discos de gama baja.
- 1994: Quantum compró la división de almacenamiento de Digital Equipment Corporation otorgando al usuario una gama de discos de alta calidad llamada ProDrive, igual que la gama tape drive de Digital Linear Tape.
- 1995: Conner Peripherals, que fue fundada por uno de los cofundadores de Seagate junto con personal de MiniScribe, anunciaron una fusión con Seagate, la cual se completó a principios de 1996.
- 1996: JTS se fusionó con Atari, permitiendo a JTS llevar a producción su gama de discos. Atari fue vendida a Hasbro en 1998, mientras que JTS sufrió una bancarrota en 1999.
- 2000: Quantum vendió su división de discos a Maxtor para concentrarse en las unidades de cintas y los equipos de respaldo.
- 2003: siguiendo la controversia en los fallos masivos en su modelo Deskstar 75GXP, Pioneer IBM vendió la mayor parte de su división de discos a Hitachi, renombrándose como Hitachi Global Storage Technologies, Hitachi GST.
- 2003: Western Digital compró Read-Rite Corp., quien producía los cabezales utilizados en los discos duros, por 95,4 millones de dólares en metálico.
- 2005: Seagate y Maxtor anuncian un acuerdo bajo el que Seagate adquiriría todo el estocaje de Maxtor. Esta adquisición fue aprobada por los cuerpos regulatorios, y cerrada el 19 de mayo de 2006.
- 2007: Western Digital adquiere Komag U.S.A., un fabricante del material que recubre los platos de los discos duros.
- 2009: Toshiba adquiere la división de HDD de Fujitsu y TrekStor se declara en bancarrota, aunque ese mismo año consiguen un nuevo inversor para mantener la empresa a flote.
- 2011: Western Digital adquiere Hitachi GST y Seagate compra la división de HDD de Samsung.
- 2014: Seagate anuncia el primer disco duro de 8 TB en el mercado de consumo general, con formato de 3,5 pulgadas y conectividad tipo SATA III a 6 Gbps, compatible con computadoras de escritorio.[36]

### Fabricantes de discos duros
- Seagate
- Toshiba
- Verbatim
- Western Digital
- Samsung
- SkyNet
- Maxtor